# عصفور دوري
العُصفُورُ الدُّوريّ، أو اختصارًا الدُّورِيّ، ويُعرف بِالعربيَّة بأسماءٍ خاطئةٍ هي الدُّوريّ الشَّائع أو دوري البيوت أو دوري معروف أو دوري مبذول (الاسم العلمي: Passer domesticus) هو طائر ينتمي لِفصيلة العصافير الحقيقية، وهو يتواجد في معظم أجزاء العالم. هذه العصافير طيورٌ صغيرة يبلغ طول الفرد حوالي 16 سم، ووزنه يتراوح بين 39.5 و 24 غراماً. لون الإناث واليوافع بني فاتح ورمادي، ولها علامات سوداء وبيضاء وبنية فاتحة. العُصفور الدوري هو أحد 25 نوعاً من جنس العصافير، وهو يستوطّن معظم أوروبا وحوض البحر الأبيض المتوسط وجزء كبير من آسيا. في العديد من المناطق، هو نوعٌ دخيل سواء كان ذلك الإدخال متعمداً أو عرضياً، ومن البلدان التي أدخل إليها الدوري: أجزاء من أستراليا وأفريقيا والأمريكتين، وبذلك تُعد هذه الطيور إحدى أكثر الأنواع انتشاراً في العالم.
العُصفُور الدوري نوعٌ ناجحٌ جدًا يُعششُ في ثُقُوبٍ أو في مكانٍ مكشوفٍ في الأشجار في مُستعمراتٍ مُخلخلة، وهو يرتبط بالأماكن المأهولة بالبشر، ويمكن أن يعيش في المناطق الحضرية أو الريفية. نظراً لأن موائله ومناخاته منوّعة على نطاق واسع، فإنه يتجنّب الأراضي الخشبية والأراضي العشبية والصحاري البعيدة عن البشر.
العُصفُور الدوريّ آكل بُذور تكيَّف مع البُذور الكبيرة للأعشاب والحبوب الزراعيَّة، ولكنَّهُ قد يأكل أيضاً اللافقاريات وضُروبًا من الفُتات تتراوح بين الخُبز وألياف اللحم، كما تأكل أيضاً الحشرات والعديد من الأغذية الأخرى. أما الحيوانات المفترسة التي تشكل تهديداً لها فتشمل القطط والبيزان والبوم وطائفة واسعة من الثدييات. تختلف نُويعات هذا الطائر في القد وفي تفاصيل الريش. تضع الإناث ما يصل إلى 7 حضنات من البيض في السنة الواحدة في المداريَّات.
يرتبط الدوري الشائع كثيراً بالنواحي الثقافية، نظراً لأعدادها وشيوعها وارتباطها بالتجمعات السكانية البشرية. كما يتعرض على نطاقٍ واسع للاضطهاد باعتبارهِ آفة زراعية. ويربى كطائر أليف، ويعتبر عنصراً غذائياً ورمزاً للشهوة والقدرة الجنسية والابتذال. انخفضت أعداد هذه الطيور في بعض المناطق دون غيرها، وبالإجمال فإن النوع ككل ما يزال واسع الوفرة والانتشار في العديد من المناطق. ويُدرجه الاتحاد الدولي لحفظ الطبيعة ضمن قائمة الأنواع غير المهدَّدة في القائمة الحمراء للأنواع المهددة بالانقراض.

## الوصف

### الشكل والحجم
يبلغ طول عصفور الدوري 16 سم (6.3 إنش)، ويتراوح عرضه ما بين 14 إلى 18 سم (5.5 إلى 7.1 إنش). وهو بذلك يعتبر طائراً صغيراً مُكتنزاً، لكن صدره يظهر كاملاً وكبيراً، ورأسه مدوّر. منقار هذا الطائر قوي ومخروطي الشكل، ويتراوح طوله ما بين 1.1 إلى 1.5 سم (0.43–0.59 إنش)، وقد تكيّف بشكل واضح وقوي لأكل البذور. أمّا الذيل فهو قصير ويتراوح طوله بين 5.2 و6.5 سم (2 إلى 2.6 إنش). يبلغ طول وتر الجناح ببين 6.7 و8.9 سم (2.6–3.5 إنش) والرصغ بين 1.6 إلى 2.5 سم (0.63–0.98 إنش). تتراوح كتلة العصفور الدوري بين 24 و39.5 غرام (0.85 إلى 1.39 أونصة)، وعادةً ما تكون الإناث أصغر قليلاً من الذكور. يبلغ متوسط الكتلة في القارة الأوروبية لكلا الجنسين حوالي 30 غراماً (1.1 أونصة)، وفي النويعات الجنوبية حوالي 26 غراماً (0.92 أونصة). الطيور الأصغر سناً أصغر حجماً، والذكور تصبح أكبر خلال فصل الشتاء، أما الإناث فيزداد حجمها خلال موسم التكاثر. الطيور في مناطق خطوط العرض العليا، والمناخات الأكثر برودة، وفي بعض الأحيان في المناطق المرتفعة، تكون أكبر من نظيرتها قاطنة المناطق الأكثر دفئاً (وفق قاعدة بيرغمان)، وهذه الفروقات تصدق على النويعات أو على الجمهرات بداخل النويعة نفسها.

### الريش
ريش العصفور الدوري متباين الألوان، يتراوح بين الرمادي والبني، وهناك اختلافٌ واضح بين الذكر والأنثى، فريش الأنثى بنّي مصفرّ من أعلى وأسفل الرأس، لكنّ الذكر له ألوان فاقعة على الرأس، وظهره محمرّ، والجزء السفلي من جسده رمادي. للذكر تاج رمادي غامق يمتد من أعلى منقاره إلى ظهره، ولون كستنائي بني يحيط بتاجه على جانبي الرأس. ولديه بعض السواد حول المنقار وعلى منطقة الحلق الخارجي وأيضاً على المسافة بين المنقار والعينان. كما أن له شريط أبيض صغير حول الرقبة، وتظهر له بقع بيضاء صغيرة خلف العينين مباشرة مع بقع سوداء بجوارها. المساحات السفلية رمادية فاتحة وبيضاء، كذلك الخدين وأغطية الأذن وعند قاعدة الرأس. الجزء العلوي من الظهر وكواسي الريش بنية داكنة مع خطوط سوداء عريضة، في حين أن أسفل الظهر والأرداف وأغطية الذيل العلوية بنية رمادية.
يظهر ريش جديد للذكر بعد موسم التكاثر، ويكون الريش في هذه المرحلة ملبداً، وقمته مائلة للبياض. ومن مظاهر جمال ريش هذه الطيور وجود اللون البني الفاتح مع علامات سوداء بارزة، كالموجودة على الحلق والصدر، والذي يشبه شكل المرولة. هذه العلامة الموجودة على الصدر تختلف من طائر لآخر ومن نويعة لأخرى في الحجم العام والعرض، وهذه العلامة قد تبين مدى لياقة الطائر البدنية أو حالته الاجتماعية. وقد أدت هذه الفرضية لإقامة مشاريع بحثية معمقة عن الموضوع، أدت لإثبات أمر واحد، وهو أن حجم هذه العلامة يزداد كلما تقدم الطائربالعمر. يتحول لون منقار العصفور الدوري للأسود خلال فترة التزاوج، ثم يعود للون الرمادي الغامق بقية العام.
تفتقد الأنثى للعلامات السوداء والتاج الرمادي على قمة رأسها كما الذكر. فالرأس والجزء العلوي من جسم أنثى الدوري بنّي اللون، لكن مع خطوط أكثر قتامة عند الشملة (حزام حول العنق) وعند الحاجب الذي يبدو شاحباً مميزاً. الجزء السفلي من جسم الأنثى ذو لون رمادي مائل للبنّي. ومنقارها أيضاً رمادي اللون ويصبح لونه أغمق خلال موسم التزاوج، ليقترب من لون منقار الذكر الأسود خلال موسم التزاوج.
الفراخ مشابهة للأنثى البالغة، لكن اللون البنّي يكون أغمق في القسم السفلي من جسمها (أي الفراخ) والقسم العلوي باهت، كما هو الحال مع حاجبها الذي هو أقل وضوحاً من حاجب الطيور البالغة. أما حواف الريش عند الفراخ فتكون عريضة وذات لون برتقالي، وهي أكثر مرونة واتساخاً، وذلك يشبه لحد ما الطيور البالغة عند تساقط ريشها. الفراخ الذكور تميل إلى أن يصبح لون العلامات الموجودة على حلقها غامقة وتظهر علامات بيضاء خلف العين بشكل مشابه للذكور البالغة، بينما الفراخ الإناث يكون لون العلامة الموجودة على حلقها أبيض. مع كل هذه الصفات لا يمكن تحديد جنس الطائر من خلال الريش بشكل مؤكد، حيثُ أن بعض الفراخ الذكور تفتقر إلى أي علامات تشبه فيها الذكور البالغة، كما أن بعض الفراخ الإناث تحمل ريشاً يشبه ريش الذكور. مناقير صغار الدوري يكون لونها أصفر فاتح مائل للقشي، وهو باهت أكثر عند الإناث. العلامات البارزة على الريش لدى الذكور اليافعة تكون باهتةً أكثر من علامات الذكور البالغة، والتي قد تكون غير ظاهرة أصلاً في الريش الجديد. بحلول موسم التكاثر الأول للطيور اليافعة، لا يمكن تمييزها عن نظيرتها الأكبر سناً، رغم ذلك يمكن أن تكون الطيور الصغيرة حديثة البلوغ أقل نشاطاً وأكثر هدوءاً خلال السنة الأولى من حياتها.

### الصوت
معظم أصوات العصفور الدوري تتراوح بين التغريد القصير والمتواصل، وتُسمع الأصوات على شكل «تشيرب» «تشيلب» «فيليب». تصدر العصافير هذه النغمات في سبيل التواصل مع بعضها أو لإعلان الذكر ملكيته للعش أو كنداءٍ للتزاوج. في موسم التكاثر يُطلق الذكر هذه النغمات بشكل متكرر وسريع وشديد النبرة، دون تناغمٍ كبيرٍ بين نغماتها. وتشكل الطيور ما يسمى بـ«دعوة النشوة» والتي تشبه التغريد. تصدر صغار الدوري تغاريد حقيقية، خاصةً عند حبسها، وتشبه تغاريد العصفور الدوري إلى حد كبير تغاريد الحسون الأخضر الأوروبي.
ذكور العصفور الدوري العدوانيّة تطلق نغمات مكبرة وأكثر حدة، وتُسمع النغمة على شكل «تشرررررتتتت»، تستخدم إناث الدوري هذه النغمة أيضاً لتفرض هيمنتها على الذكور بينما تقوم باحتضان بيضها أو اطعام صغارها. يُطلق العصفور الدوري أحياناً تنبيه حاد خارج من الأنف بنغمة على شكل «كويير» أو «شريي» لتنبيه الطيور الأخرى لوجود خطر ما. صوت آخر تطلقه عصافير الدوري وهو نداء الاسترضاء أو تجنب الاعتداء ويُسمع كنغمة «كويير» بطريقة لينة غير حادة، وعادة ما يُسمع هذا الصوت بين أزواج الدوري. هذه النغمات ليست حصرية للعصفور الدوري، حيثُ يمكن سماعها من طيور أخرى مع اختلافات بسيطة.

### التنوع

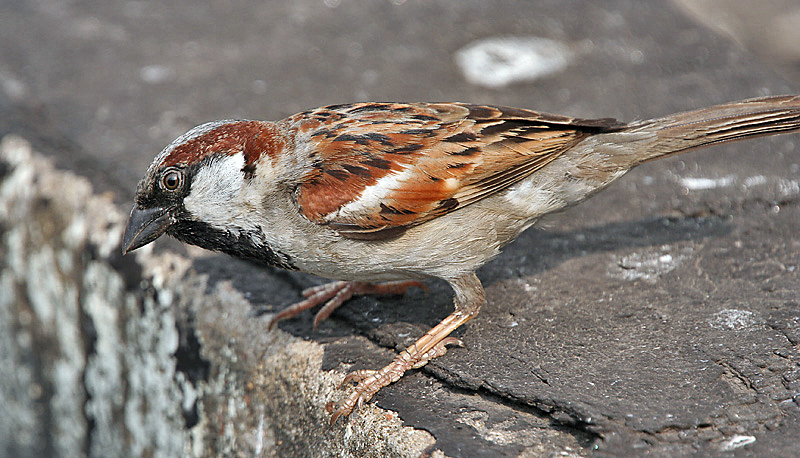
طائرٌ من النويعة الهندية في كلكتا في الهند

قسّم العلماء الاختلافات الموجودة بين عصافير الدوري إلى 12 نويعة، والتي قسمت لمجموعتين حسب مكان تواجدها: المجموعة الأولى هي التي تعيش في الإقليم الهندوملاوي وهي مجموعة النويعات الهندية (indicus)، والمجموعة الثانية هي التي تعيش في الإقليم القطبي الشمالي القديم، وهذه النويعات تُعرف بالمجموعة الأهلية (domesticus). المجموعة الأولى لها خدود بيضاء، وألوان فاتحة ولامعة على التاج فوق الرأس، ومناقيرها أصغر، والعلامة السوداء الموجودة على الحلق أطول. بينما المجموعة الثانية لها خدود رمادية. النويعة الطنجية (tingitanus) لها اختلافات بسيطة عن النوعية النمطية، إلا في ريش التكاثر المتهالك عند الذكور، حيثُ يكون الرأس مرقّط بالأسود والمنطقة السفلية باهتة أكثر. النوعية البلياروأيبيرية (balearoibericus) باهتة أكثر من النوعية النمطية بدرجة بسيطة، ولكن ألوانها أكثر غُمقاً من النويعة الكتابية (bibilicus).‏ لذلك تعتبر النوعية سالفة الذكر من أكثر النويعات بهتاناً، على أن خدودها رمادية كخدود النويعة الأهلية (domesticus). ومن النويعات القريبة أيضاً النويعة الفارسية (persicus) باهتة اللون وصغيرة الحجم، والنويعة النيلية (niloticus) الشديدة الشبه بالنويعة السابق ولكنها أصغر حجماً. أما مجموعة النويعات الهندية (indicus) فأقل انتشاراً من النويعات الأخرى، والنوعية الجرجانية (hyrcanus) أكبر من النويعة الهندية (indicus). النويعة الهفوفية (hufufae) ذات لون باهت مميز، كما أن النوعية الباخترية (bactrianus) أيضاً باهتة اللون وأكبر حجماً، والنويعة الباركينية (parkini) أكبر حجماً وأغمق ولها سواد أكثر من النويعات الأخرى على الصدر.

### التمييز
يمكن الخلط بين العصفور الدوري وطيور أخرى تتغذى على البذور، وخاصة الطيور التي تندرج ضمن جنس العصافير الحقيقية. العديد من أنواع الطيور التي تندرج ضمن الجنس سالف الذكر تكون أصغر حجماً من العصفور الدوري، وقد تكون هذه الأنواع أكثر لطفاً وأناقة، منها على سبيل المثال عصفور البحر الميت. غالباً ما لا يمكن تمييز الأنثى ذات اللون الباهت جداً عن إناث الأنواع الأخرى، وهي بذلك تكون مشابهة لتلك الأنواع مثل العصفور الإسباني والعصفور الإيطالي. يمكن التمييز بين الدوري وعصفور الأشجار الأوراسي عبر نحافة جسم الأخير وصغر حجمه، وتاجه الكستنائي والبقعة السوداء على كل خد من خديه. وذكور النوعان الإسباني والإيطالي يمكن تمييزهما بسهولة لوجود تاج كستنائي فوق رؤوسها. أخيراً يتشابه عصفور الدوري كثيراً مع عصفور السند، ولكن عصفور السند أصغر حجماً، والعلامة السوداء على الحلق أقل حدة عند الذكر، والفخذتان باهتتان بشكل مميز عند الأنثى.

## التصنيف والنظاميات

### الأسماء
كان العصفور الدوري من بين الحيوانات الأولى التي أعطيت تسمية ثنائية في نظام التصنيف الحديث، حيث وصفها كارولوس لينيوس عام 1758 في الطبعة العاشرة من كتابه نظام الطبيعة. وقد تمّ وصفها بناءً على عينة نمطية جُمعت من السويد وأُعطيت التسمية العلمية Fringilla domestica وهي تعني شرشور العصافة الأهلي. لاحقاً، استُخدم اسم جنس شراشير العصافة (Fringilla) كمسمّى شرشور العصافة المألوف وأنسباءه، صنّف العصفور الدوري ضمن جنس العصافير الحقيقية (Passer) الذي عرّفه عالم الحيوان الفرنسي ماثورن بريسون عام 1760.
الاسم العلمي للطائر واسمه الإنجليزي المعتاد شبيهان. الكلمة اللاتينية passer، مثل الكلمة الإنجليزية "sparrow"، هما تسمية للطيور النشطة صغيرة الحجم، وقد اشتقتا من الجذر اللغوي بمعنى «السرعة». الكلمة اللاتينية domesticus تعني «الانتماء للمنزل»، مثل الاسم الشائع "house sparrow" الذي يشير إلى ارتباط هذا الطائر بِالدُور أي المنازل، ومنها صيغ الاسم «العُصفُور الدوري» بمعنى عصفور الدور أي عصفور المنازل. سمي العصفور الدروي بعدّة أسماء بديلة بالإنجليزية، منها «العصفور الإنجليزي»، خاصةً في أمريكا الشمالية؛ و«العصفور الهندي» أو «عصفور الدور الهندي» على طيور شبه قارة الهند وآسيا الوسطى. أما التسميات حسب اللهجات الإنجليزية المختلفة فمنها sparr، sparrer، spadger، spadgick، philip وتستخدم هذه التسميات تحديداً في جنوب إنجلترا؛ وتستخدم تسميات spug وspuggy في شمال إنجلترا تحديداً؛ أما spur وsprig فتستخدمان في اسكتلندا؛ ثمة تسميتان اشتقتا من الكلمة الألمانية Spatz وهما spatzie وspotsie وتستخدمان في أمريكا الشمالية.

### التصنيف

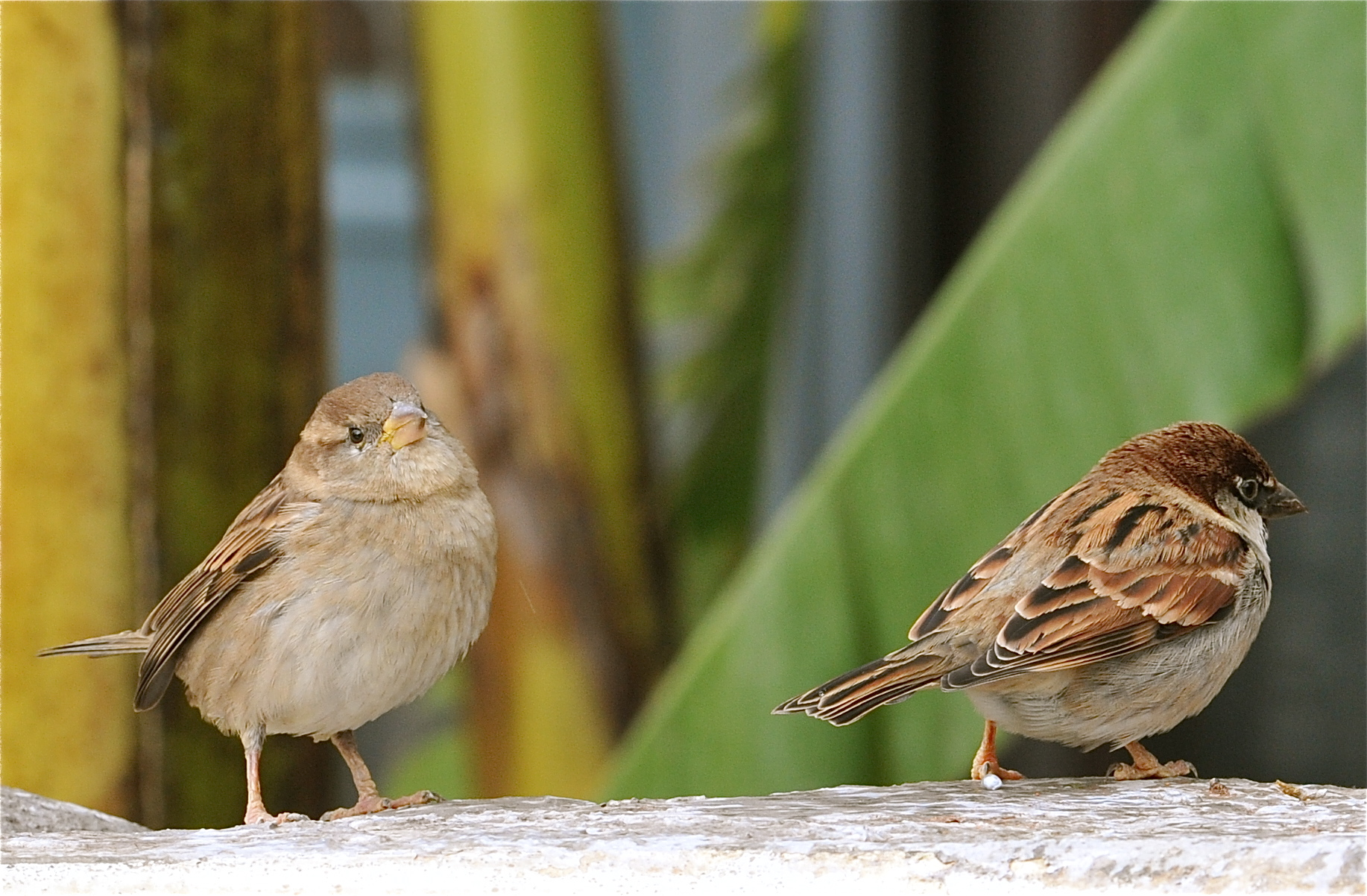
زوج عصافير إيطالية في روما

يتضمن جنس العصافير الحقيقية حوالي 25 نوعاً، لكن دليل طيور العالم يعرّف بستة وعشرين نوعاً. معظم أنواع العصافير الحقيقية باهتة اللون ذات ذيول مربعة قصيرة، وهي بدينة وقصيرة، مناقيرها مخروطية، وطولها حوالي 11 سم. تشير دراسات الحمض النووي الريبوزي أن انتواع العصافير الحقيقية حدث خلال العصر الحديث الأقرب وما قبله؛ في حين تشير أدلة أخرى أن الانتواع حدث منذ 25,000 إلى 15,000 عاماً مضت. ضمن جنس العصافير الحقيقية، يعدّ العصفور الدوري جزءاً من مجموعة العصافير ذات الحواف السوداء من المنطقة القطبية الشمالية القديمة وهي أقرب إلى عصافير الصفصاف المتوسطية.
تصنيف العصفور الدوري وأقاربه العصافير المتوسطية معقد للغاية. فالنوع الشائع من «عصافير الصفصاف» هو العصفور الإسباني، الذي يشبه العصفور الدوري في نواحٍ كثيرة. غالباً ما تفضل العصافير الإسبانية الموائل الأكثر رطوبة بخلاف العصفور الدوري، وهي غالباً ما تعيش في مستعمرات متنقلة. في بعض المناطق المتوسطية حيث يعيش نوعان أو أكثر إلى جانب بعضهما، يُلاحظ حصول درجةٍ معينة من تهجين بين الجانبين. في شمال أفريقيا، يختلط العصفوران الدوري والإسباني على نطاقٍ واسع، ما يشكّل تجمعات مختلطة بدرجةٍ عالية تتباين في صفاتها بين النوعين.
في معظم أنحاء إيطاليا، يُعرف النوع الوسيط بين العصفور الدوري والعصفور الإسباني بالعصفور الإيطالي. وهو يشبه الهجين بين النوعين، لكنه وسط بين النوعين في نواحٍ أخرى. لا تزال حالته المحددة وأصله موضوع نقاشات عديدة. في الألب، يتداخل موطن العصفور الإيطالي تداخلاً تدريجياً مع العصفور الدوري في نطاق حوالي 20 كم، لكنه في الجنوب يتداخل مع العصفور الإسباني خلال النصف الجنوبي الإيطالي وبعض الجزر المتوسطية. في جزر البحر الأبيض المتوسط: رودس، وكريت، وغودش، وكارباثوس، تبدو العصافير وسيطية بين الأنواع الثلاثة، لكن وضعها وماهيتها الفعلية غير معروفة.

### النويعات
تم تحديد وتسمية عدد كبير من نويعات العصفور الدوري، منها 12 نوعية تم التعرف عليها من خلال دليل طيور العالم. وتُقسم النويعات لمجموعتين حسب مكان تواجدها، المجوعة الأولى هي التي تعيش في الإقليم الهندوملاوي وسُميّت indicus، والمجموعة الثانية هي التي تعيش في الإقليم القطبي الشمالي القديم (أوراسيا وشمال أفريقيا) وسميّت domesticus.‏ قد تُضاف مجموعة ثالثة وسيطة بين المجموعتان الرئيسيتان، وهي المجموعة الكتابية (biblicus) التي توجد في منطقة الشرق الأوسط. بعض العلماء صنفوا طيور المجموعة الهندية كنوع رئيسي مستقل بذاته وليس كنويع، ومن الجدير بالذكر أنَّ هذه المجموعة اعتبر نوعاً مستقلاً خلال القرن التاسع عشر.
عصافير الدوري المهاجرة من النويعة الباخترية وهي من المجموعة الهندية (indicus) سُجل تداخل موطنها مع النوعية الأهلية (domesticus) من دون ملاحظة أي عملية تهجين خلال سبعينيات القرن العشرين، لذلك اقترح العالمان السوفيتيان م. ن. كيريلوف وإدوارد غافريلوف أن تكون المجموعة الهندية نوعاً مستقلاً. ومع ذلك هناك تداخل كبير بين المجموعة الهندية (indicus) والأهلية (domesticus) في مناطق شاسعة من إيران، ولهذا من النادر جداً الفصل بين المجموعتين في حالة كهذه.
عصافير الدوري في أميركا الشمالية تختلف كثيراً عن تلك الموجودة في أوروبا. هذا الاختلاف يتبع نمط تنبؤي معين، فمع ازدياد التوجه نحو خطوط العرض العليا يزداد حجم العصفور، وفي المناطق القاحلة تُصبح الطيور أكثر شحوباً. ومن غير المعروف ما إذا كانت هذه الاختلافات بسبب التطور أم بسبب البيئة. لوحظت هذه الأنماط أيضاً في نيوزيلندا، وجنوب أفريقيا. ومن المرجح أن البشر الذين أدخلوا تلك الطيور إلى أمريكا الشمالية وجنوب القارة الأفريقية ونيوزيلندا وأستراليا، اختاروا نويعات ممتازة بما فيه الكفاية ليتم توطينها في تلك البلاد الجديدة، وأطلق العالم الأمريكي هاري تشرش أوبيرهولزر اسم plecticus على النوع ذو اللون الباهت الذي استوطن في غرب قارة اميركا الشمالية.
المجموعة الأهلية (P. d. domesticus)

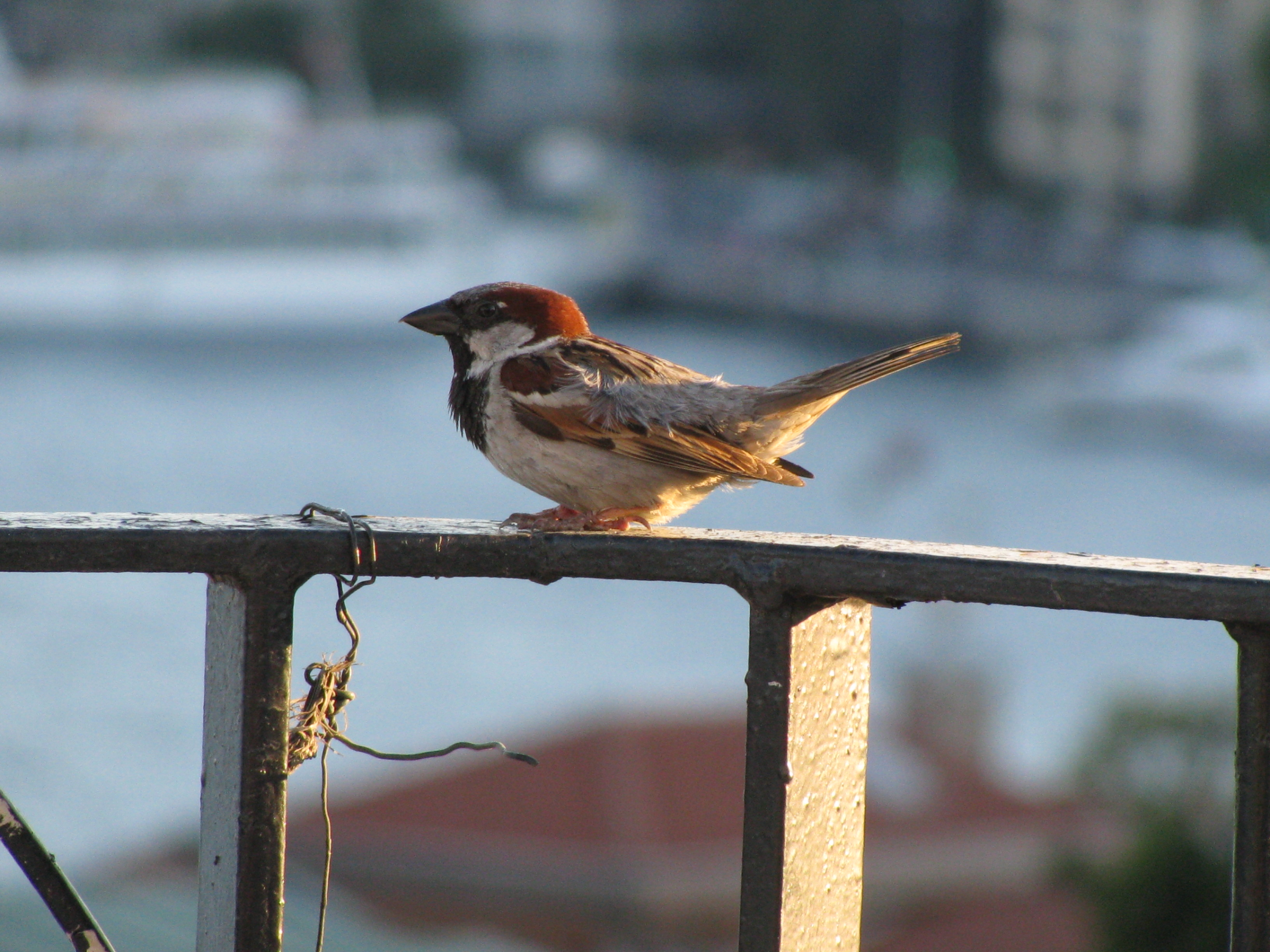
ذكر من النويعة البلياروأيبيرية في مدينة إسطنبول.

- النويعة الأهلية (P. d. domesticus) ‏(لينيوس، 1758) هي النويعة النمطية، توجد في معظم المناطق الأوروبية عبر شمال آسيا حتى مناطق سخالين وكامشاتكا. وهي من أكثر النويعات الفرعية انتشاراً.[30]
- النوعية البلياروأيبيرية (P. d. balearoibericus) ‏(أدولف فون جوردان، 1923) وصفت في ميورقة، وهي تنتشر في جزر البليار وجنوب فرنسا والبلقان والأناضول.[43]
- النويعة الطنجية (P. d. tingitanus) ‏(فيكتور لوتش، 1867) وصفت في الجزائر، وتنتشر في بلاد المغرب العربي من أجدابيا في ليبيا وحتى بني عباس في الجزائر وساحل المحيط الأطلسي في المغرب. تختلط هذه النوعية مع العصفور الإسباني في نطاق واسع من موطنها، وخاصة في المناطق الشرقية.[67]
- النويعة النيلية (P. d. niloticus) ‏(نيكول وبونهوت، 1909) وصفت في الفيوم في مصر، وتنتشر على طول نهر النيل وحتى منطقة وادي حلفا في السودان. تتداخل هذه النوعية مع النويعة الكتابية (bibilicus) في سيناء، كما وتتداخل مع النويعة مغراء الظهر (rufidorsalis) في منطقة ضيقة حول وادي حلفا، كما سُجل تواجد لهذه النوعية في صوماليلاند.[67][68]
- النويعة الفارسية (P. d. persicus) ‏(نيكولاي زاروديني وكوداشيف، 1916) وصفت في حوض نهر كارون في خوزستان بإيران، وهي تنتشر في غرب ووسط إيران في المنطقة التي تمتد جنوب جبال ألبرز. يتداخل نطاق هذه النوعية مع المجموعة الهندية في أفغانستان وشرق إيران.[43][67][69]
- النويعة الكتابية (P. d. biblicus) ‏(هارترت وكوداشيف، 1910) وصفت في فلسطين، وتنتشر في الشرق الأوسط من قبرص وجنوب شرق تركيا إلى سيناء جنوباً والكويت وأذربيجان شرقاً.[43][67]

المجموعة الهندية (P. d. indicus)

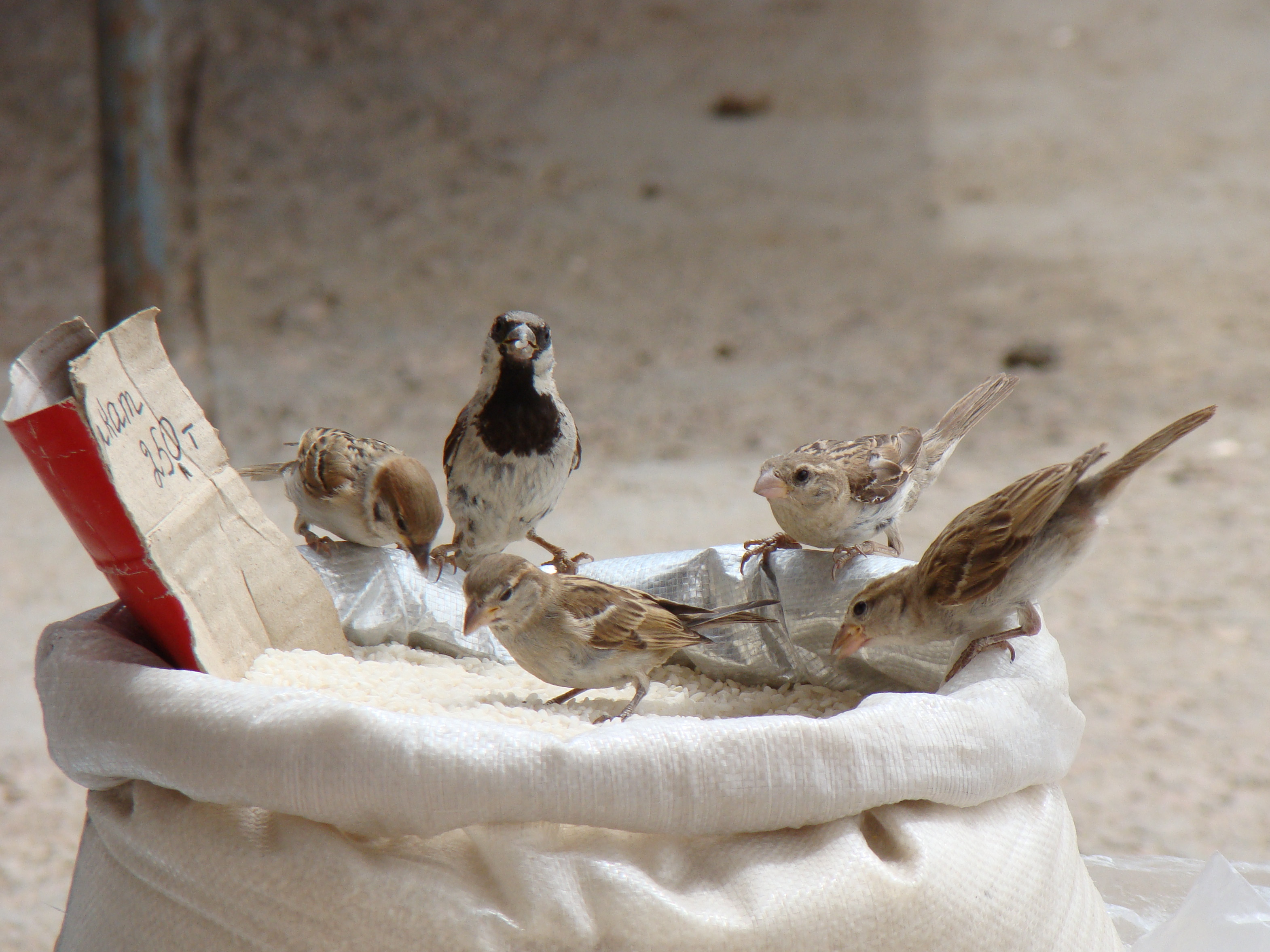
ذكر من النويعة الباخترية المهاجرة برفقة سرب من عصافير الشجر الأوراسية، في مدينة بايكونور في كازاخستان.

- النويعة الجرجانية (P. d. hyrcanus) ‏(زارودني وكوداشيف، 1916) وصفت في جرجان في إيران، وهي تنتشر على طول الساحل الجنوبي لبحر قزوين من جرجان وحتى جنوب شرق أذربيجان. تتداخل هذه النوعية مع نظيرتها الفارسية (persicus) في جبال ألبرز، وتتداخل مع النوعية الكتابية (bibilicus) في الغرب من هذه الجبال. وهذه النويعة تُعتبر الأقل انتشاراً من بين النويعات الأخرى.[43][67]
- النويعة الباخترية (P. d. bactrianus) ‏(زارودني وكوداشيف، 1916) وصفت في طشقند، وتنتشر من جنوب كازاخستان إلى جبال تيان شان وشمال إيران وأفغانستان. هذه النويعة تتداخل مع نظيرتها الفارسية في منطقة بلوشستان، وتتداخل مع النويعة الهندية (indicus) في وسط أفغانستان. هذه النوعية من القواطع على عكس معظم النويعات الأخرى، حيثُ تهاجر شتاءً إلى سهول شبه القارة الهندية الشمالية. هذه النويعة توجد في مناطق مفتوحة وليس في تجمعات مستقرة، حيثُ يشغل مكانها عصفور الشجر الأوراسي.[43][67] في حالة استثنائية سجل وجود لهذه النويعة في السودان.[68]
- النويعة الباركينية (P. d. parkini) ‏(ويسلر، 1920) وصفت في سريناغار في كشمير، تنتشر في جنوب الهيمالايا من جبال بامير إلى جنوب شرق النيبال. هذه النويعة مهاجرة أيضاً كنظيرتها الباخترية.[23][67]
- النويعة الهندية (P. d. indicus) ‏(جاردين وسيلبي، 1831) وصفت في بنغالور، وتنتشر في شبه القارة الهندية وتحديداً في جنوب جبال الهيمالايا، كما وتنتشر في سريلانكا، وغرب منطقة جنوب شرق آسيا، وشرق إيران، وجنوب غرب الجزيرة العربية، وجنوب فلسطين.[23][43][67]
- النويعة الهفوفية (P. d. hufufae) ‏(تيسهورست وتشيزمان، 1924) وصفت في الهفوف في السعودية، وتنتشر في شمال شرق الجزيرة العربية.[67][70]
- النويعة مغراء الظهر (P. d. rufidorsalis) ‏(ك. ل. بريم، 1855) وصفت في الخرطوم في السودان، تنتشر في وادي النيل من جنوب وادي حلفا إلى منطقة الرنك في جنوب السودان،[67][68] كما وتنتشر من شرق السودان وشمال أثيوبيا إلى ساحل البحر الأحمر في إريتريا.[43] أُدخلت إلى موهيلي في جزر القمر.[71]

## الانتشار والموطن

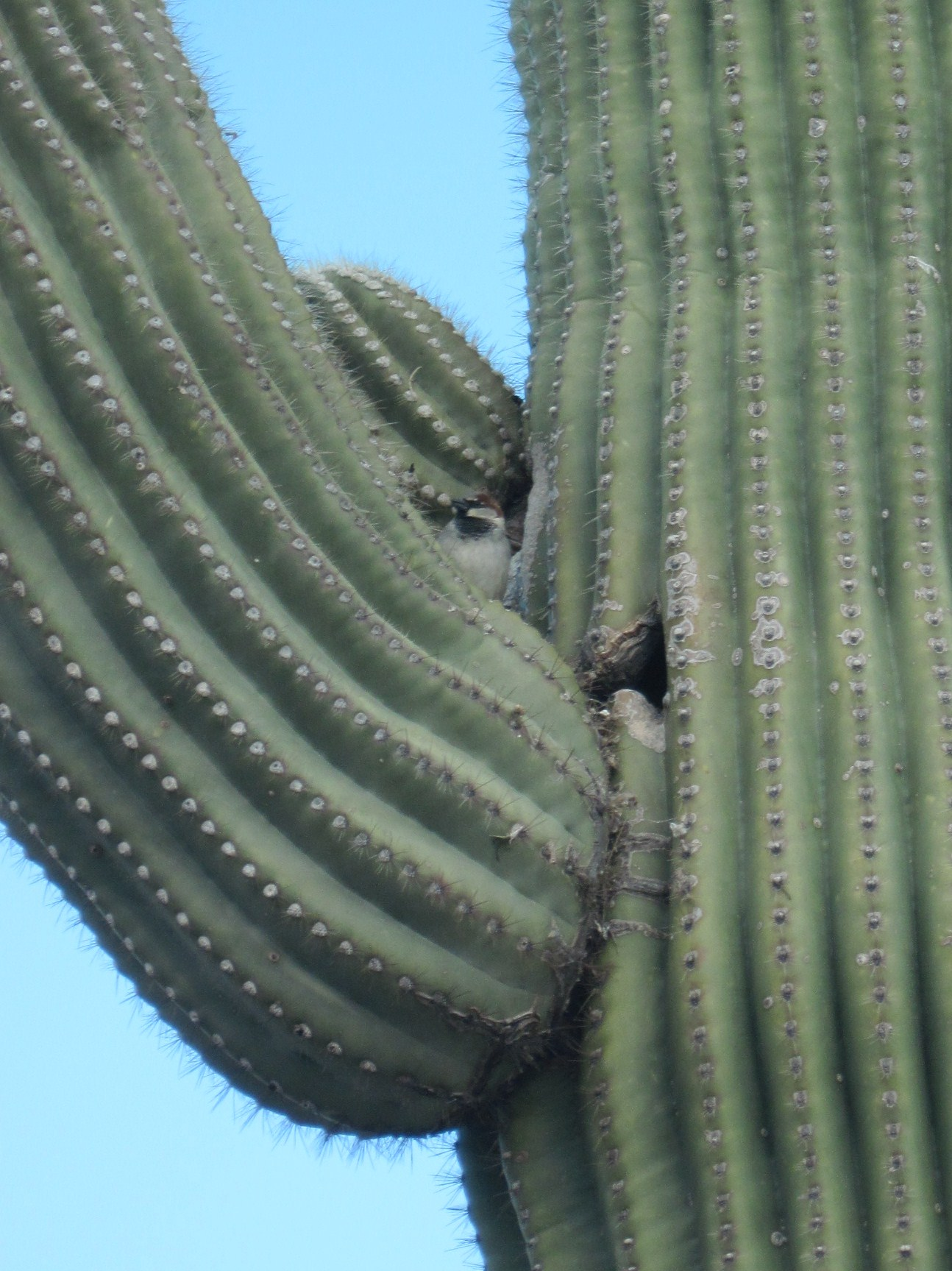
عش عصفور دوري على صبار السجوار في ولاية أريزونا.

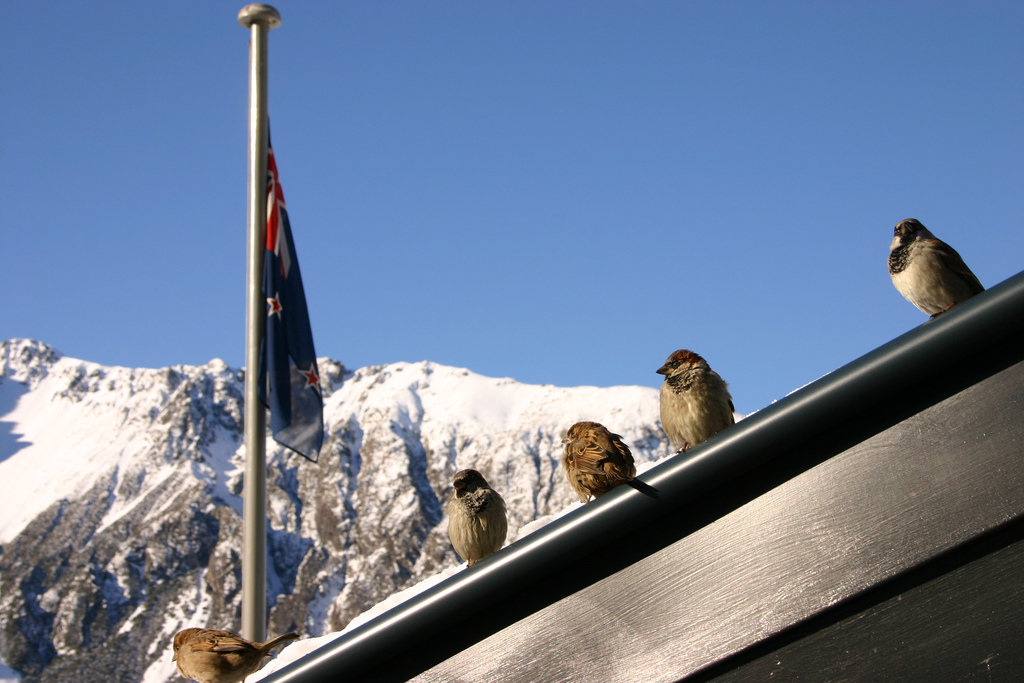
عصافير دوري تقف على سطح بيت خلال فصل الشتاء في جبال الألب الجنوبية في نيوزيلندا.

منطقة الشرق الأوسط هي الموطن الأصلي للعصافير الدورية، ففيها نشأت وظهرت، ثم انتشرت إلى معظم مناطق أوراسيا وأجزاء من شمال أفريقيا، بالتزامن مع انتشار الزراعة حول المستوطنات البشرية البدائية. منذ منتصف القرن التاسع عشر، وصلت العصافير الدورية إلى معظم أنحاء العالم، ويرجع ذلك إلى تعمد البشر إدخالها إلى الكثير من المناطق، وأيضاً لأسباب طبيعية أو من خلال رحلات السفن الطويلة. ومن المناطق التي انتشر فيها العصفور الدوري للأسباب السابقة: أميركا الشمالية، وأميركا الوسطى، وجنوب قارة أميركا الجنوبية، ومنطقة أفريقيا الجنوبية، وبعض الأجزاء من مناطق غرب أفريقيا وأستراليا ونيوزيلندا وجزر مختلفة في جميع أنحاء العالم. واتسع نطاق هذه العصافير إلى حدٍ كبير في شمال أوراسيا منذ خمسينيات القرن التاسع عشر، وما زالت تتوسع بانتشارها بعد انتشار السكان في آيسلندا وجزيرة ريشيري في اليابان. مدى انتشار العصافير الدورية يجعلها أكثر الطيور البرية انتشاراً على كوكب الأرض على الإطلاق.

### الجمهرات الدخيلة
نجح العصفور الدوري في جميع المناطق التي أُدخل إليها. يعود سبب نجاحه هذا لسهولة لتكيفه المبكر مع حياة البشر، وقدرته الكبيرة على التكيف مع أنواع مختلفة من الظروف البيئية. ومن العوامل الأخرى التي ساعدت هذه العصافير على التكيف استجابتها المناعية القوية مقارنةً بالعصفور الأوراسي. عند إدخال العصفور الدوري إلى مواطن جديدة، يستطيع توسيع مدى انتشاره بسرعة، ومن الممكن أن تصِّل سرعة انتشاره إلى 230 كم (140 ميل) سنوياً. وصف العصفور الدوري على أنه آفة في العديد من بلاد العالم، كما شكل وجوده تهديداً للطيور الأصلية في تلك البلاد. في بعض المناطق لم ينجح العصفور الدوري في الانتشار على نطاقٍ واسعٍ أو حقق نجاحاً محدوداً، مثلما حصل في الرأس الأخضر وجرينلاند.
حدث أول انتشار ناجح للعصفور الدوري في قارة أمريكا الشمالية عندما جُلبت العصافير من إنجلترا إلى مدينة نيويورك سنة 1852، وذلك بهدف السيطرة على أعداد عثة الزيزفون البارزة التي ازدادت بشكلٍ ملحوظ. والآن في أمريكا الشمالية يمتد موطن العصفور الدوري من الأقاليم الشمالية الغربية في كندا إلى بنما. وهي إحدى أكثر الطيور وفرة في القارة. أما في قارة أستراليا فكانت أول بداية انتشار ناجحة للدوري في سنة 1863 في مدينة ملبورن، وقد أصبح شائع الوجود في جميع أنحاء الجزء الشرقي من القارة إلى أقصى الشمال حتى شبه جزيرة كيب يورك، في المقابل تم منع انتشارها وكبح محاولاتها لاستيطان ولاية أستراليا الغربية، حيثُ تم قتل كل عصفور دوري وجد في هذه المنطقة. أما نيوزيلندا فتم إدخال العصفور الدوري إليها سنة 1859، ومن نيوزيلندا وصل الدوري إلى العديد من جزر المحيط الهادئ، ومنها جزيرة هاواي.
حوالي سنة 1900 أُدخل العصفور الدوري إلى جنوب قارة أفريقيا بنوعيتين: الأهلية (domesticus) والهندية (indicus). أعداد الطيور المتفرعة من النويعة الأهلية قليلة ويقتصر وجودها على بعض المناطق، أما الطيور ذات الأصل الهندي فكانت سريعة الانتشار حتى وصلت إلى تنزانيا في ثمانينيات القرن العشرين. رغم هذا الانتشار السريع على حساب بعض الأنواع البلدية، فإن بعض هذه الأخيرة من شاكلة عصفور رأس الرجاء الصالح استطاعت معايشة الدوري ومشاركته الموائل الحديثة كالمناطق الحضرية. أخيراً أُدخل العصفور الدوري إلى قارة أمريكا الجنوبية لأول مرة في مدينة بوينس آيرس سنة 1870، وسرعان ما أصبح هذا النوع شائعاً في معظم الجزء الجنوبي من القارة، ويصل حالياً نطاق موطنه من أرخبيل أرض النار في الجنوب إلى أطراف حوض الأمازون شمالاً، مع الأخذ بعين الاعتبار بعض التجمعات المعزولة في أقصى شمال ساحل فنزويلا.

### الموائل
يرتبط موئل العصفور الدوري ارتباطاً وثيقاً بموطن البشر وحقولهم الزراعية. وليس من الضروري أن تكون نظم حياة العصفور الدوري قائمة على التعايش مع الإنسان كما اقترح البعض، فمن الممكن أن تعيش هذه الطيور بعيداً عن البشر في مناطق مفتوحة كما هو الحال في نويعات آسيا الوسطى المهاجرة، التي تعيش بعيداً عن البشر. والطيور في أماكن أخرى توجد أحياناً بعيداً عن البشر. الموائل الوحيدة التي لا يُمكن أن يعيش فيها الدوري هي الغابات الكثيفة والتندرا. تتكيف هذه العصافير بشكل جيد مع أسلوب حياة البشر، لذلك تعيش وتتكاثر حول البشر في المنازل والمصانع والمستودعات وحدائق الحيوانات. وحتى أنه تم تسجيل تكاثر لهذا العصفور في منجم فحم إنجليزي بعمق 640 متر (2100 قدم) تحت سطح الأرض، وقد لوحظت هذه الطيور تتغذى على سطح مبنى إمباير ستيت أثناء الليل. تكون كثافة العصافير الدورية أكبر ما يُمكن في المناطق الحضرية والمدن، لكن نجاحها في التناسل يكون أكبر في الضواحي، بسبب وفرة الحشرات هُناك. وفي مزارع القمح يكون العصفور الدوري هو الأكثر وفرة بين الطيور البرية، كما هو الحال في مزارع وسط غرب الولايات المتحدة.
هذه العصافير قادر على التأقلم مع أنواع كثيرة من المناخات، لكنها تُفضل المناطق الأكثر جفافاً خاصة في المناطق المدارية الرطبة. تتمتع العصافير الدورية بأنواع مختلفة من التكيفات الجسدية التي تُساعدها على الاستقرار والتكاثر، فمثلاً في المناطق الجافة تستطيع تحمل ارتفاع نسبة الملوحة، وهي قادرة على البقاء من دون ماء من خلال تناول ثمار التوت. يغيب العصفور الدوري تماماً عن معظم مناطق شرق آسيا، ويحل محله عصفور الأشجار الأوراسي. وعندما يتداخل موطن هذان النوعان معاً في منطقة واحدة تكون العصافير الدورية أكثر عدداً إجمالاً من عصافير الأشجار الأوراسية، لكن أح النوعين قد يستبدل الآخر في نهاية المطاف بطريقة وصفها عالم الطيور الإنجليزي مود دوريا هافيلاند بأنها «عشوائية» أو «متقلبة». العصفور الدوري شديد الشيوع في معظم أنحاء موطنه، على الرغم من تراجع أعداده في بعض المناطق، لكن يُلاحظ أن انتشارها متقطع في الموائل الثانوية مثل غابات الأمطار الكثيفة أو سلاسل الجبال.

## السلوك

### السلوك الاجتماعي
العصفور الدوري طائر شديد الحب للاجتماع، يعيش في أسراب في جميع فصول السنة، خاصة في وقت التغذية، ويشكل عادةً أسراب مع أنواع أخرى من الطيور. تعمل هذه العصافير على تجميع أعشاشها معاً في مجموعات، وتتشارك أفرادها في الأنشطة الاجتماعية مثل الاستحمام بالتراب أو الاستحمام بالماء أو التغريد الجماعي، حيث تتجمع الطيور معاً في الأجمات والشجيرات. يتغذى العصفور الدوري غالباً على الأرض، لكنه يتجمع على الأشجار والشجيرات. في مناطق التغذية والتعشيش، تكون الإناث مهيمنة على الرغم من صغر حجمها، حتى أنه يمكنها قتال الذكور في موسم التكاثر.

### النوم والجثوم
تنام العصافير الدورية بحيث تكون مناقيرها تحت ريشها. غالباً ما تجثم العصافير على الأشجار والشجيرات، ما عدا في موسم التكاثر. تصدر الكثير من التغاريد الشديدة قبل وبعد أن تستقر في أعشاشها مساءً، كذلك قبل أن تغادرها في الصباح. قد تزور العصافير بعض المواقع قبل رجوعها واستقرارها ليلاً.

### هندمة الكسوة
من العادات الشائعة التي تتبعها أسراب العصافير الاستحمام بالماء أو التراب. أما التنميل فهو أمر نادر. تحكّ العصافير رؤوسها بأقدامها بعد أن تمدها فوق جناحها.

### التغذية

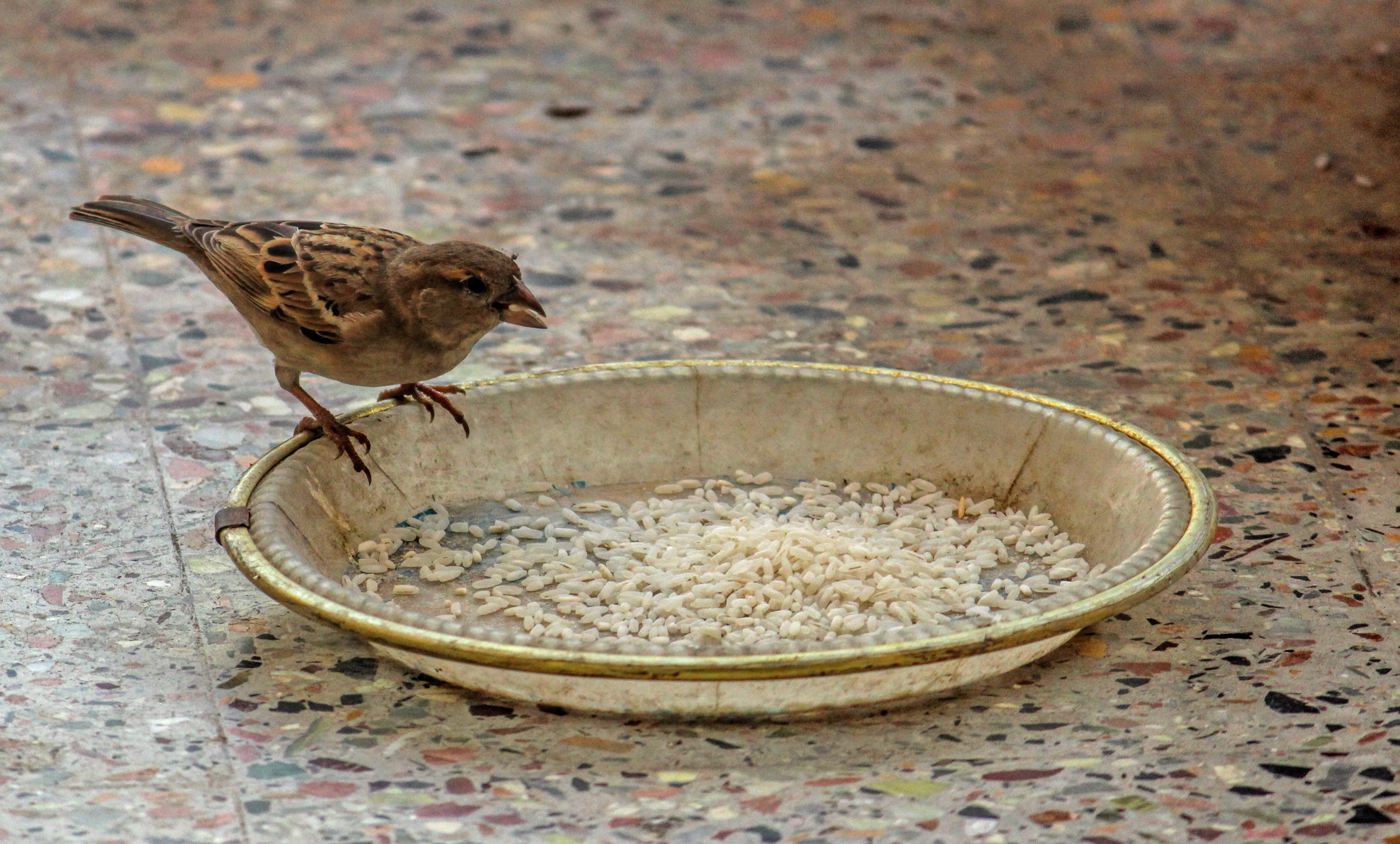
أنثى عصفور تتغذى على حبوب الأرز

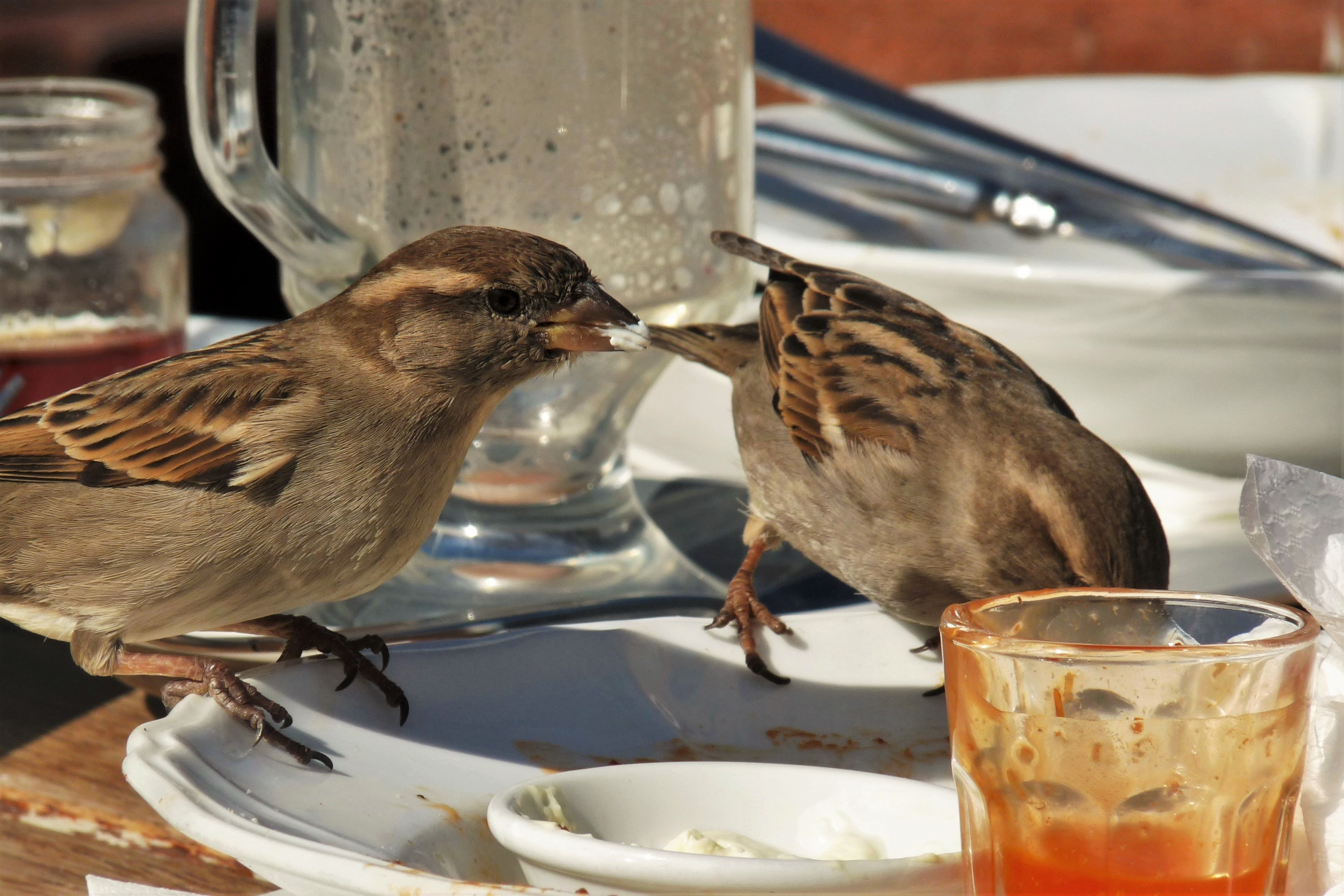
أنثيان تتغذيان على بقايا طعام في مقهى في نيوزيلندا.

تتغذى العصافير الدورية البالغة على الحبوب والحشائش، لكنها طيور انتهازية قابل للتكيف، وتأكل أي طعام متاح. في المدن والقرى، غالباً ما تبحث العصافير عن الطعام في حاويات القمامة وتجمعاتها خارج المطاعم وغيرها من مواقع تحضير الطعام التي تتوفر فيها بقايا الطعام والفتات. يمكن لهذه العصافير القيام بأعمال معقدة، بالنسبة إليها، للحصول على الطعام، مثل الدخول للمحلات التجارية، والتعلق على جدران الفنادق لمراقبة المصطافين الذين يتناولون الطعام على شرفاتهم، والاقتراب من موائد الطعام في المقاهي، بالإضافة إلى امتصاص رحيق أزهار كوهاي التي يصعب الدخول إليها. كما هو الحال في العديد من الطيور الأخرى، يبتلع العصفور الدوري بعض المواد الصلبة الصغيرة لتساعده على طحن العناصر الغذائية صعبة الهضم. وقد تكون هذه المواد حصواتٍ صغيرة أو رمل البناء أو قشور البيض أو القواقع، على أنها تفضل الحبوب مستطيلة الشكل الخشنة.
وجدت العديد من الدراسات أن البذور تشكّل 90% من غذاء العصافير التي تعيش في المناطق الزراعية المعتدلة. فهي تأكل أي نوعٍ منها، لكن لو توفر لديها الخيار، ستفضل الشوفان والقمح. في المناطق الحضرية، تتغذى العصافير الدورية على الطعام الذي يقدمه البشر لها سواء مباشرةً أو بشكل غير مباشر، كفتات الخبز، على الرغم من أنها تفضل البذور النيئة. يأكل العصفور الدوري أيضاً بعض المواد النباتية إلى جانب البذور، بما في ذلك البراعم وا الثمار الصغيرو كالتوت والعنب والكرز. في المناطق المعتدلة، ثمة عادة غير مألوفة للعصفور الدوري وهي تمزيق الزهور في فصل الربيع، خاصةً الزهور الصفراء.
تُشكل بعض الكائنات الحية جُزءاً مهماً من غذاء العصفور الدوري، من شاكلة الحشرات كالخنافس واليساريع والذباب والمن، ومن غير الحشرات تأكل العصافير مفصليات الأرجل والرخويات والقشريات حيثما كان ذلك متوفراً، كما يمكن للعصافير أن تأكل بعض الفقاريات كالسحالي والضفادع. تتغذى العصافير الصغيرة على الحشرات في الغالب حتى يصل عمرها إلى 15 يوماً بعد الفقس. كما يُغذيها والديها بكميات صغيرة من البذور والعناكب والحصى. في معظم الأماكن، تكون الجنادب والجداجد الحقيقية الطرائد الأكثر وفرة للعصافير خلال فترة التعشيش. ومع أن نصفيات الأجنحة والنمل وعديمات الخصر والخنافس تُشكِّلُ قوتًا مُهماً أيضاً، لكن الطبيعة الانتهازية لهذه العصافير تمكنها من الاستفادة من أي طعام يتوفر لها لتغذية صغارها. رُصدت العصافير الدورية وهي تسرق فرائس طيورٍ أخرى بما في ذلك أبي الحناء الأمريكي.

### التنقل

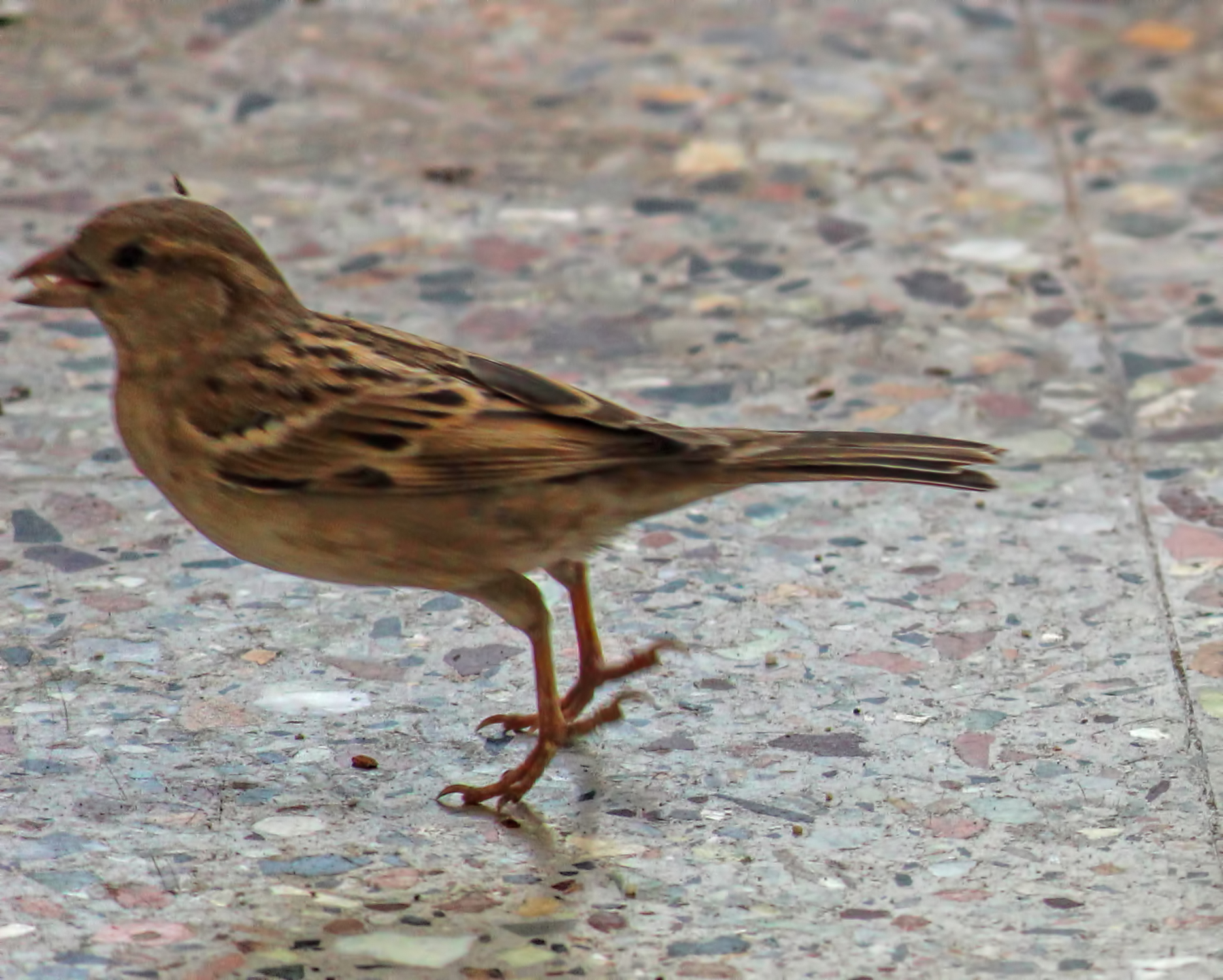
حركات القفز للعصفور الدوري

طيران العصفور الدوري مباشر (وليس ذا حركة متموجة)، والطائر يرفرف أثناء الطيران بمعدل سرعة تصل إلى 45.5 كم\ساعة ويصل عدد خفقات جناحيه إلى حوالي 15 خفقة في الثانية. على الأرض، عادةً ما يقفز العصفور الدوري بدلاً من أن يمشي. كما يمكنه السباحة إذا ما اضطرّ لذلك هرباً من إحدى الضواري. لوحظ أن العصافير التي تعيش في الأسر تغوص وتسبح لمسافات قصيرة تحت الماء.

### التشتّت والهجرة
لا تنتقل معظم عصافير الدوري أكثر من بضعة كيلومترات أثناء حياتها. مع ذلك، تحدث حالات هجرة محدودة في جميع المناطق. تنتشر بعض الطيور الصغيرة على مسافات طويلة، خاصةً عند السواحل، وتنتقل الطيور الجبلية إلى ارتفاعات منخفضة خلال فصل الشتاء. ثمة نويعتان من عصافير الدوري تهاجر، وهي النويعة الباخترية (P. d. bactrianus) والنويعة الباركينية (P. d. parkini). وبعكس الطيور من غير القواطع التي تهاجر حينما تضطر، تستعد النويعتان المهاجرتان من العصافير الدورية للهجرة من خلال اكتساب الوزن.

### التناسل والتكاثر

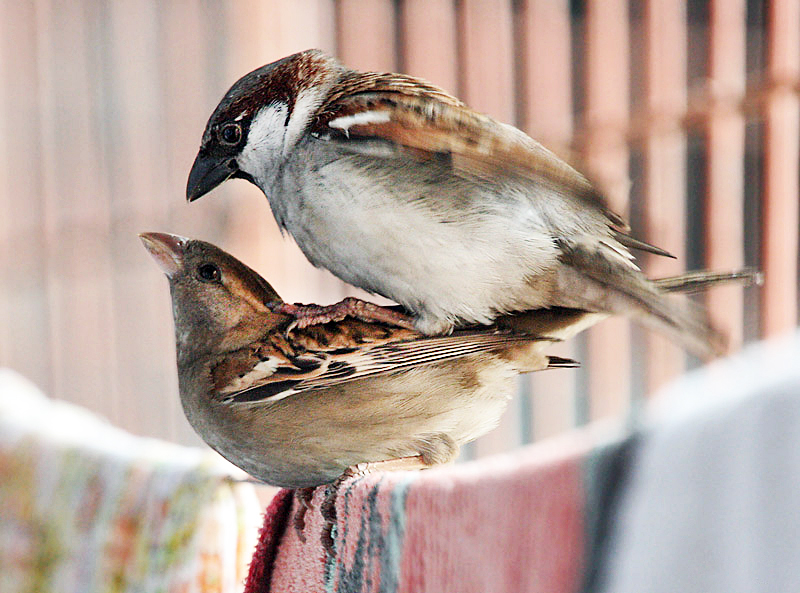
زوج من عصافير الدوري يتزاوجان في كلكتا

يمكن لعصافير الدوري أن تتزاوج لأول مرة خلال موسم التكاثر الذي يلي فقسها مُباشرةً، وتحاول أحياناً القيام بذلك. في المناطق المدارية، تتزاوج بعض العصافير للمرة الأولى بعد بضع أشهر فقط من فقسها، فيما لا يزال ريش اليوافع يغطي جسمها. نادراً ما تنجح الطيور التي تتزاوج للمرة الأولى في تربية فراخها، ويزيد نجاحها في ذلك مع تقدمها في العمر، حيث تتزاوج الطيور الأكبر سناً في وقت مبكر من موسم التكاثر. مع اقتراب موسم التكاثر، تزيد إفرازات الهرمون من حجم العضو الجنسي بشكلٍ هائل، وبسبب التغييرات التي تحدث في طوله على مدار اليوم، يبدأ الذكور بنداءات التواصل في مواقع التعشيش. يختلف توقيت التزاوج ووضع البيض من منطقة جغرافية إلى أخرى، ويختلف أيضاً من موقع لآخر ومن سنةٍ لأخرى، وذلك لأن الطيور بحاجة إلى إمدادات كافية من الحشرات لتكوين البيض ورعاية الفراخ.
تتولى الذكور مسؤولية التعشيش قبل بدء موسم التكاثر، وذلك عن طريق إصدار نداءات متكررة بجانبها. تبدأ الذكور غير المفرخة ببناء العش وتصدر نداءات متكررة لاجتذاب الإناث. عندما تقترب أنثى من ذكر أثناء هذه الفترة، يبدأ الذكر بتودد عن طريق التحرك صعوداً وهبوطاً وفي الوقت نفسه يحني ويرفرف بجناحيه ويدفع رأسه للأعلى ويرفع ذيله وينشره. قد تحاول الذكور التزاوج مع الإناث أثناء إصدار النداءات أو الاستعراض. استجابةً لذلك، تتبنى الأنثى موقفاً تهديدياً وتهاجم الذكر قبل أن تطير مبتعدة، فيتبعها الذكر. يبدأ الذكر بالاستعراض أمامها، ما يجذب الذكور الأخرى، الذين يتبعون الأنثى ويستعرضون أمامها أيضاً. هذا الاستعراض الجماعي لا ينتج عنه عادةً اتصالاً جنسياً مباشرة. تتقبل الأنثى معاشرة ذكرٍ واحدٍ في العادة، ولا تقبل معاشرة الذكور الأخرى. عادةً ما يبدأ الجماع من طرف الأنثى التي تُصدر نداء «دي - دي - دي» للذكر. يتجامع زوج الطيور بشكلٍ مُستمر إلى أن تضع الأنثى البيض، ويمتطي الذكر الأنثى تكراراً في كل مرة يتزاوجان فيها.
العصفور الدوري أحادي التزاوج، أي يكتفي بِشريكٍ وحيد، وعادةً ما يستمر الأليفان مع بعضهما مدى الحياة. غالباً ما تنخرط عصافير الدوري في علاقات جنسية مع أزواج أخرى، لذا فإن حوالي 15% من الفراخ لا تتنسب إلى شريك الأم فعلياً. تحرس ذكور الدوري الشريكات بعناية لتجنيبها التعرض لاعتداءات الذكور الآخرين، ويحدث معظم التزاوج مع الذكور الآخرين بعيداً عن مواقع الأعشاش. أحياناً، قد يكون للذكر عدة أليفات، ولا يحول دون ذلك إلا عدائية الأنثى تجاه أي ذكرٍ غريب. لا تجد العديد من العصافير أعشاشاً أو شريكات لها، فتعمد، عوضاً عن ذلك، إلى المساعدة في بناء أعشاش العصافير المتزاوجة، مما يزيد من فرص اختيار الطائر غير المفرخ ليحل محل أليف الأنثى في حالة فُقد الأخير. يمكن لكلا الجنسين أن يستبدل أليفه المفقود بسرعة أثناء موسم التكاثر. يرتبط تكوين الرابطة الزوجية بين العصفورين بسيطرتهما على موقع تعشيش، على الرغم من أن الأليفان قادران على التعرف على بعضها البعض بعيداً عن العش.

### التعشيش

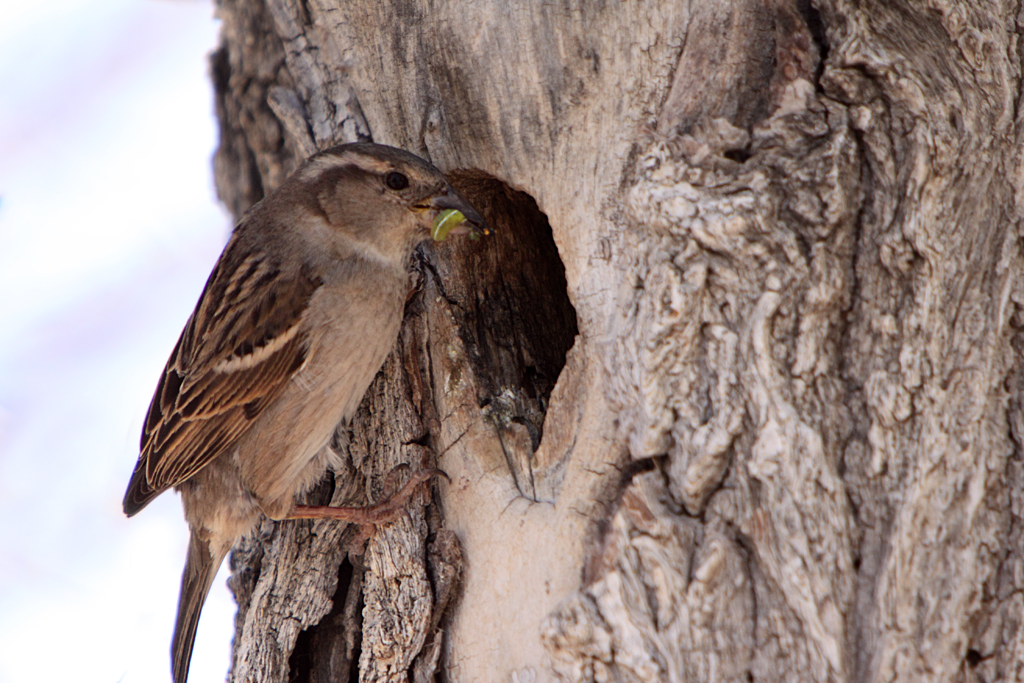
أنثى تجلب الطعام لفراخها في عشٍ محفور في شجرة في كاليفورنيا

تتنوع مواقع الأعشاش التي تتخذها العصافير الدورية، إلّا أنها تفضل التجاويف. عادةً ما تُبنى الأعشاش في الأفاريز وشقوق المنازل. كما تلجأ العصافير إلى ثقوب المنحدرات وضفاف الأنهار وتجاويف الأشجار. يحفر العصفور الدوري أعشاشه أحياناً في الضفاف الرملية أو في جذوع الأشجار المتعفنة، كما يستخدم أعشاش الطيور الأخرى كأعشاش السنونو الموجودة على الضفاف والمنحدرات والأعشاش القديمة الموجودة في تجاويف الأشجار. كما يستخدم الدوري الأعشاش المهجورة، لكنه أيضاً قد يغتصب الأعشاش المسكونة. يشيع استخدام هذه العصافير لتجاويف الأشجار في أمريكا الشمالية أكثر منها في أوروبا، مقارنةً بِالأُزيرق وغيره من طيور أمريكا الشمالية التي تبني أعشاشها في التجاويف.
في المناطق الأكثر دفئاً، قد يبني العصفور الدوري عشّه في العراء، أو على أغصان الأشجار خاصةً الأشجار دائمة الخضرة وأشجار الزعرور البري أو داخل أعشاش الطيور الكبيرة كاللقالق أو العقاعق. في مواقع التعشيش المفتوحة، تنخفض نسب نجاح التكاثر وذلك لسهولة تدمير أو إتلاف الأعشاش بفعل عوامل الطقس كالعواصف. أما أماكن التعشيش الأقل شيوعاً فتشمل أعمدة إنارة الشوارع ولافتات النيون، إذ تلجأ لها الطيور أحياناً بسبب دفئها، والأعشاش المهجورة المكشوفة للطيور المغردة الأخرى، والتي تسيطر عليها.
عادةّ ما يكون العش مقبباً، رغم أنه يفتقر إلى سقف في المواقع المغلقة. ويكون للعش طبقة خارجية من الجذور والأوتاد، وطبقة متوسطة من الحشائش وأوراق الأشجار، وبطانة من الريش والورق والمواد اللينة الأخرى. أما أبعاد العشّ الخارجية فيصل مقياسها إلى 20×30 سم (8×12 أنشاً)، لكن أحجام الأعشاش تتباين بشكل كبير. تبدأ الذكور غير المرتبطة بشريكة ببناء الأعشاش في فترة التودد للإناث. تساعد الإناث في بناء الأعشاش، لكنها تكون أقل نشاطاً من الذكور. يحدث بعض التعشيش على مدار العام، خاصةً بعد توافر القش في فصل الخريف. في المناطق الأكثر برودة، تبني عصافير الدوري أعشاشاً خاصة أو تلجأ للتفريخ في أعمدة إنارة الشوارع للحفاظ على حرارة أعشاشها خلال فصل الشتاء. لا تسيطر عصافير الدوري على مواقعها، لكنها تدافع عن أعشاشها بقوة ضد المتسللين من نفس الجنس.
تؤمن أعشاش عصافير الدوري الملجأ لطائفة واسعة من الحشرات القمَّامة، بما فيها ذباب الأعشاش كالذبابة الزرقاء، وأكثر من 1400 نوعاً من الخنافس.

### البيض والفراخ

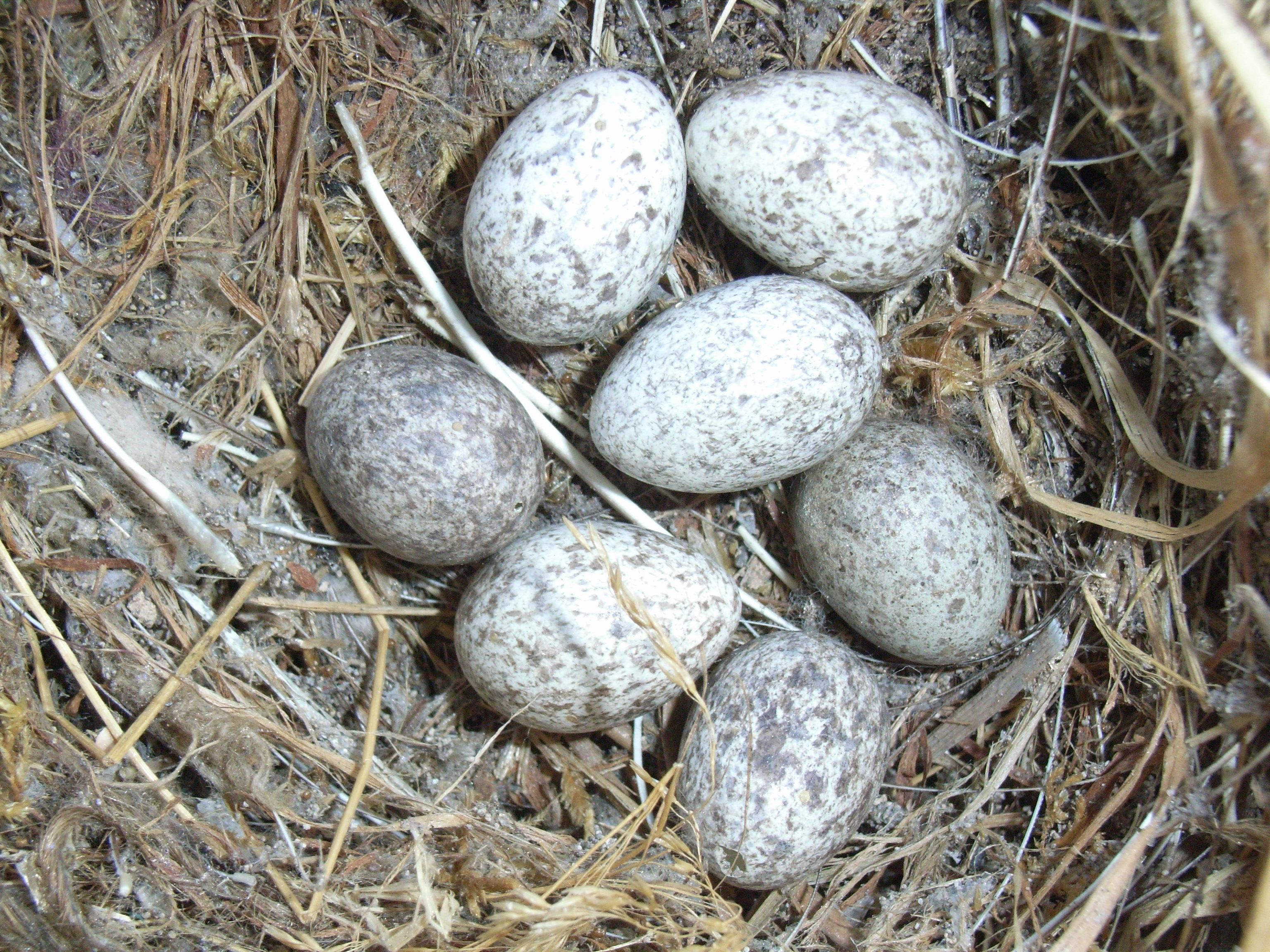
بيوض في عش

تضع الأنثى أربع أو خمس بيضات في الحضنة الواحدة. تفرخ أنثى الدوري مرتين في السنة على الأقل وقد يزيد عدد المرات إلى سبع في السنة الواحدة في المناطق الاستوائية، في حين تفرخ نحو أربع مرات في السنة في المناطق المعتدلة. ويُلاحظ أنه عندما تكون مرات التفريخ أقل، يكون عدد البيوض في الحضنة أكبر. لما كانت العصافير الدورية في آسيا الوسطى من القواطع، فإنها تضع بيوضها مرة واحدة في السنة فقط، بمعدل 6.5 بيضات في الحضنة. يتأثر عدد مرات وضع البيض بالظروف البيئية والموسمية وعمر الأنثى وكثافة التكاثر.

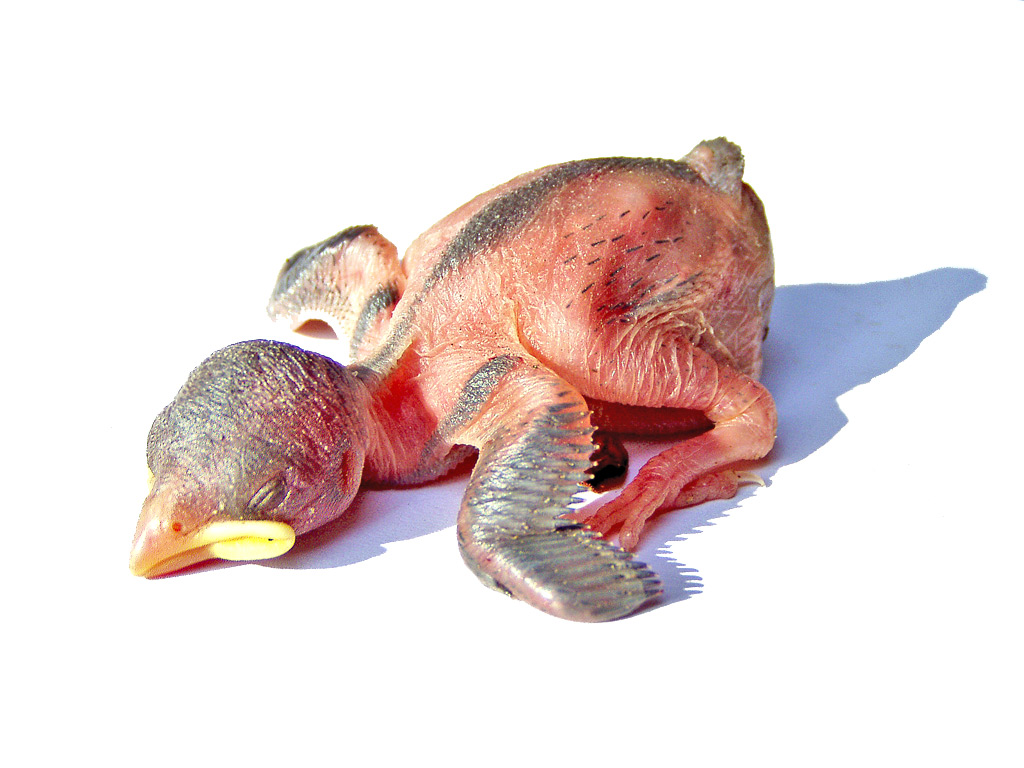
فرخ العصفور الدوري بعد فقسه: أعمى وعارٍ من الريش

تُعاني بعض أعشاش عصافير الدوري من تطفل غيرها من بني جنسها في بعض الأحيان، ويعود سبب ذلك إلى العدد الكبير غير الاعتيادي من البيوض في العش الواحد، مما يدفع بعض الإناث إلى وضع بيوضها في أعشاش جيرانها. تتعرّف الإناث أحياناً على البيوض الغريبة وتُلقيها خارج العش. تتعرض أعشاش العصفور للتطفل في حالات نادرة، ويحميها من ذلك استخدامها لأعشاشٍ صغيرة تبنيها في الثقوب التي تكون صغيرة جداً ولا تسمح بدخول المتطفلات، كما أنها تطعم صغارها أغذية لا تلائم المتطفلات الصغيرة. في المقابل، سجلت حالات كان يتطفّل فيها العصفور الدوري على أعشاش سنونو الجروف الأمريكية.

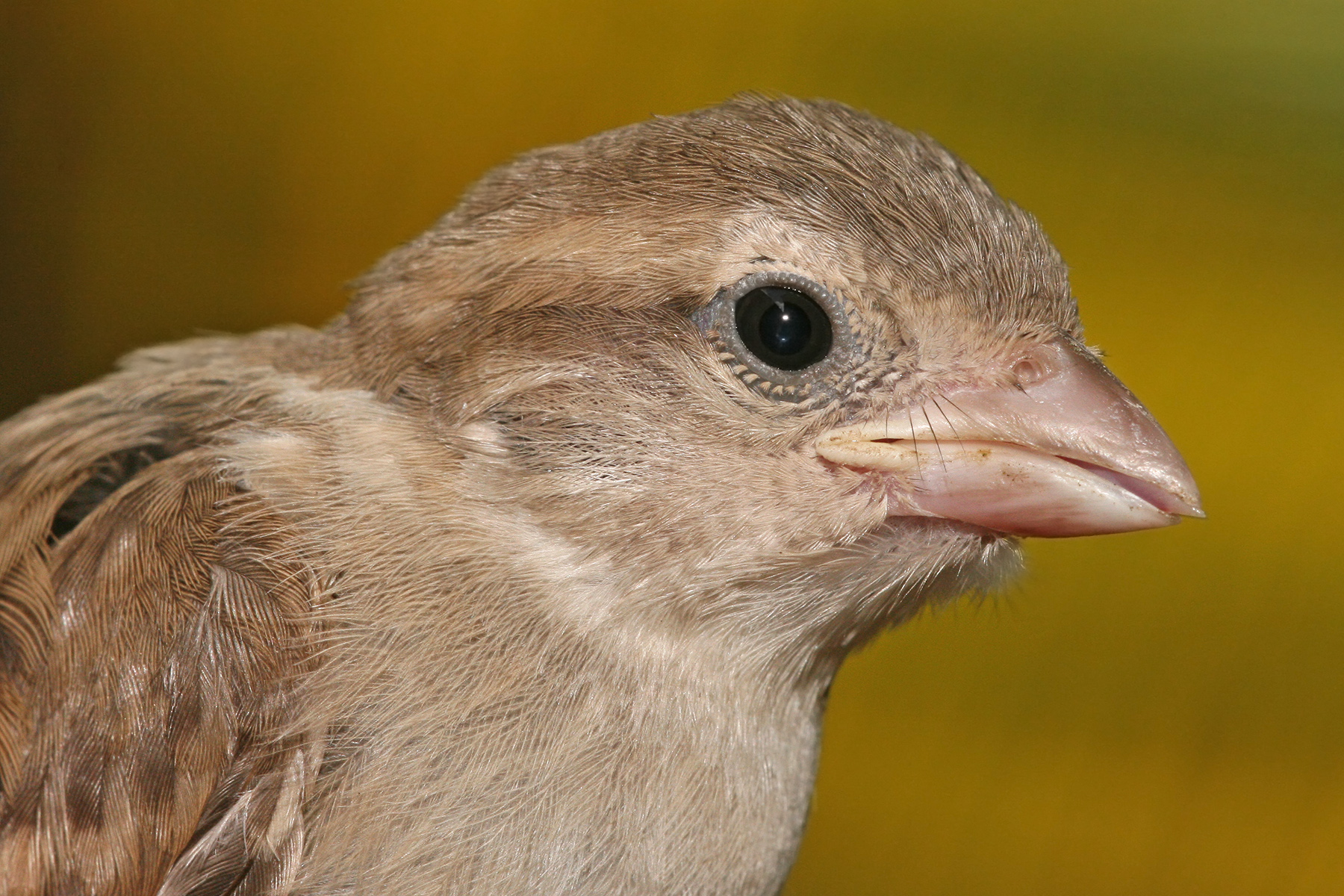
عصفور يافع يُظهر منقاره الوردي وفمه الواسع، قاعدة الحنجرة رقيقة ومنتفخة تصبح أصلب وأقل تورماً بعد نمو الطير

لون بيوض العصفور الدوري أبيض أو أبيض مخضرّ، كما لوحظ أحياناً وجود بيوض ذات لون بني أو رمادي. وهي إهليلجية الشكل، ويتراوح طولها بين 20 و22 ملم (0.79 - 0.87 إنشاً)وعرضها بين 14 و16 ملم (0.55 - 0.63 إنشاً)، ومتوسط كتلتها 2.9 غراماً، ومتوسط مساحة سطحها 9.18 سم مربع (حوالي 1.423 إنشاً مربعاً). يكون حجم بيض العصافير الدورية التي تعيش في المناطق الاستوائية أصغر بشكلٍ ملحوظ. تبدأ البيوض في التطور بترسّب المحّ في المبيض قبل أيام قليلة من الإباضة. في اليوم الواقع بين الإباضة ووضع البيض، يتكون بياض البيضة ثم تتكون القشرة. آخر البيوض التي تضعها الأنثى تكون الأكبر حجماً، كما يكون البيض الذي تضعه الإناث كبيرة الحجم أكبر. يعتبر حجم البيض أمراً وراثياً. يشكّل الصفار 25% من البيضة، ويشكّل البياض 68%، أما القشرة فتشكّل 7% من وزن البيضة. 79% من البيضة سائل أما بقية المحتوى فهو بروتين بمعظمه.

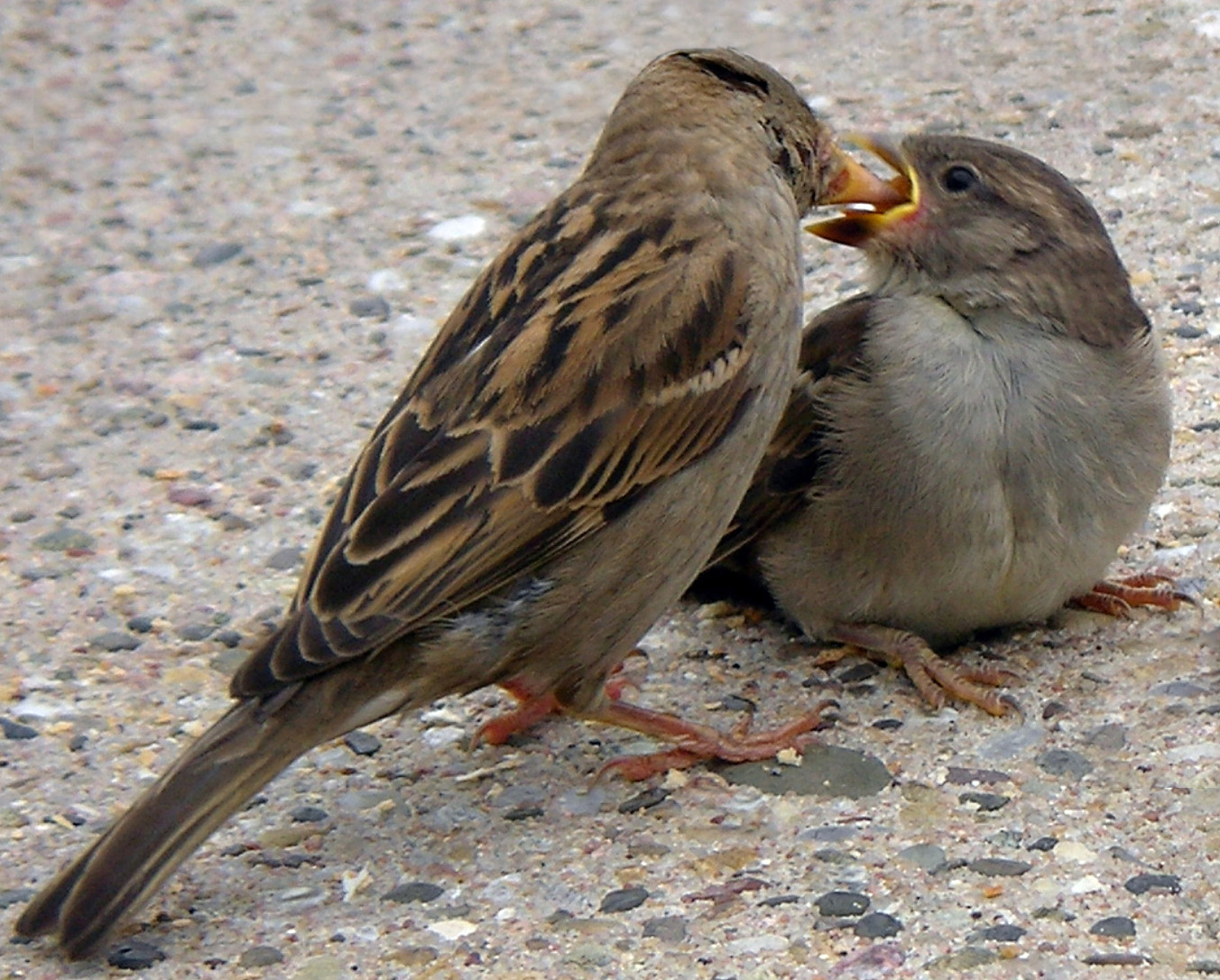
أنثى تطعم فرخها

تتطور لدى الأنثى قطعة من الجلد العاري تلعب دوراً رئيسياً في حضن البيض. يساعد الذكر في العملية لكن كل ما يمكنه فعله هو تغطية البيض وليس احتضانه فعلياً. تقضي الأنثى الليل في الحضانة، في حين يجثم الذكر بالقرب من العش. تفقس البيوض بنفس الوقت، بعد فترة قصيرة من الحضانة تدوم ما بين 11 إلى 14 يوماً؛ وقد تمتد الفترة استثنائياً إلى 17 وقد تقل استثنائياً عن 9 أيام. تقل فترة الحضانة كلما زادت درجة حرارة المحيط لاحقاً أثناء موسم رخم البيض.
تبقى فراخ عصافير الدوري في العش لمدة 11 يوماً إلى 23 يوماً، على أن الفترة الطبيعية لبقائها في العش تتراوح بين 14 و16 يوماً. خلال هذه الفترة، يتولَّى كلا الوالدين إطعام الصغار. وحيث أنه لا تتوفر للصغار العارية التي فقست حديثاً حماية من البرد، فإنها تُحضن لبضعة أيام إضافية وقد تمتد إلى فترة أطول بحال كان الطقس بارداً. يبتلع الوالدان الروث الذي تنتجه الصغار التي فقست حديثاً خلال الأيام القليلة الأولى من عمرها؛ فيما بعد ينقل الروث بعيداً عن العش لمسافة حوالي 20 متراً. تفتح الفراخ عيونها بعد حوالي 4 أيام من فقسها، وبعمر 8 أيام تظهر أولى ريشاتها. في هذه الفترة، يُنهك كلا الوالدين، حيث تبدأ الفراخ بإصدار أصوات مكثفة طالبةً الطعام من الأبوين اللذين يُطعمان الصغار باستمرار إلى أن تصبح قادرة على إعالة أنفسها. تغادر جميع العصافير اليافعة العش في نفس الفترة لبضع ساعات. في هذه المرحلة تكون قادرة على الطيران عادةً. وتبدأ بإطعام أنفسها جزئياً بعد يوم أو يومين وتحافظ على أنفسها بالكامل خلال فترة تمتد بين 7 و10 أيام أو 14 يوماً على الأكثر.

## البقاء
تتراوح نسبة بقاء العصافير البالغة بين 45 و65%، حيث أن فراخ الدوري بعد تريشها واستقلالها عن والديها، ينفق الكثير منها، وتقل فرصة نفوق العصافير كلما تقدمت بالعمر وذلك لزيادة خبرتها بالبقاء. يبقى فقط ما بين 20 و25% من الفراخ حتى موسم التكاثر الأول (البلوغ). أكبر عصافير الدوري البريّة سناً عاش نحو عقدين من الزمن، وعُثر عليه ميتاً بعد 19 عاماً و9 أشهر بواسطة تقنية متابعة الطيور في الدنمارك. وأكبر عصفور دوري أسير مسجل وجوده عاش في قفصٍ حتى بلغ 23 سنة. النسبة الحقيقية بين الذكور والإناث غير معروفة بسبب صعوبة جمع البيانات، على الرغم من ذلك فإن زيادة عدد الذكور عن الإناث بأعداد طفيفة شيء معتاد في جميع المراحل العمرية للدوري.

### المفترسات

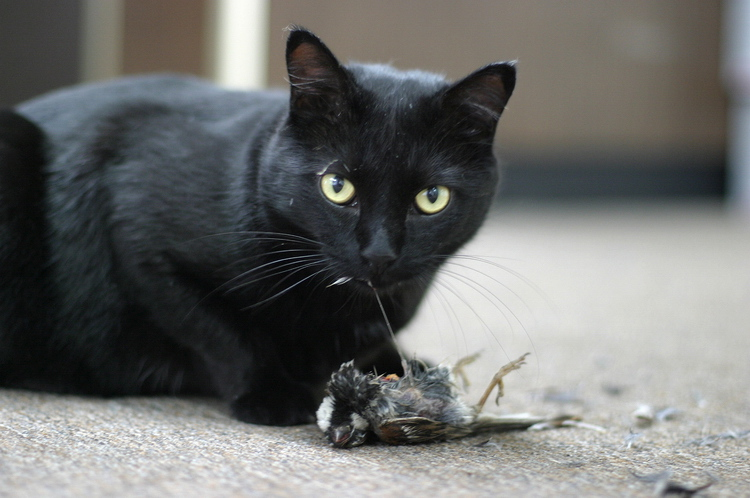
ذكر دوري تلتهمه قطة منزلية. تعتبر القطط من المفترسات الرئيسية للعصفور الدوري.

تُعد القطط والجوارح أبرز المفترسات التي تقتنص العصفور الدوري، وقد تقع فريسة كائنات أخرى مثل السنجابيات والغرابيات بأنواعها، وحتى البشر اقتنصوا هذه العصافير في العديد من مناطق العالم في الماضي، ولا يزال بعض سكان دول حوض البحر الأبيض المتوسط يأكلونها ضمن وجباتهم المختلفة. تقع عصافير الدوري فريسة مُعظم أنواع الجوارح التي تشاركها الموطن، بحسب ما أظهرته الدراسات في العديد من المناطق. وتعتبر الالبيزان واليؤيؤ من أبرز مفترسات العصفور الدوري، على أن القطط قد يكون لها تأثير أكبر على أعداد الدوري. العصفور الدوري هو أحد أبرز ضحايا القتل على الطرقات، وخاصةً في أوروبا حيثُ يعتبر الدوري أكثر الكائنات الحية صدماً ودهساً بواسطة وسائل النقل البشرية.

### الطفيليات والأمراض
جسم العصفور الدوري ملائم لتجمع العديد من الطفيليات ومسببات الأمراض، وقد تكون معظم هذه الطفيليات غير معروفة التأثير. سرد عالم الطيور تيد ر. أندرسون الآلاف من هذه الكائنات الدقيقة، لكنه ذكر أن قائمته غير مكتملة. غالباً ما تكون مسببات الأمراض البكتيرية الشائعة عند الدوري هي نفسها الشائعة عند الإنسان مثل السلمونيلا والإي كولاي. السلمونيلا شائعة في العصافير الدورية، وحسب دراسة شاملة عن مسببات الأمراض في هذه العصافير، تبين وجود السلمونيلا في 13% من الطيور المختبرة. ويمكن للسلمونيلا أن تقتل في فصلي الربيع والشتاء أعداداً كبيرة من العصافير. كما أن جسم الدوري معرضاً لملاريا الطيور وجدري الطيور، والتي انتشرت أول مرة في طيور الغابات البلدية في هاواي. العديد من الأمراض التي تُصيب الدوري موجودة أيضاً في البشر والحيوانات الأليفة، وجسم العصفور الدوري يعتبر مستودع طبيعي لهذه الأمراض. الفيروسات المنقولة بالمفصليات مثل فيروس غرب النيل تعيش فترة سكون في الطيور من شاكلة العصفور الدوري طوال فصل الشتاء، ثم تنطلق في فصل الصيف لتصيب الحشرات والثدييات في الأغلب. تُشير بعض السجلات لوجود مرض يُبيد العصافير الدورية، وخاصة في الجزر الأسكتلندية، وعلى ما يبدو أن المرض نادر الحدوث.
عصافير الدوري تُغزى أيضاً من قِبل بعض الطفيليات الخارجية (تعيش خارج جسم العصفور)، التي قد تُسبب ضرراً ضئيلاً على صحة الطائر البالغ. في قارة أوروبا يعتبر أكثر أنواع السوس الموجودة في الدوري هو نوع "Proctophyllodes"، ومن أكثر أنواع اللبوديات الموجودة في الدوري هي "Argas reflexu" و"Ixodes arboricola"، ومن أكثر البرغوثيات الموجودة في الدوري الكراش الدجاجي. بالإضافة إلى واخز الجلد الذي يتغذى على الدم، فهو أحد الطفيليات الخارجية الشائعة عند الدوري، وهذه الطفيليات قد تنتقل لمساكن الإنسان وتقوم بوخز البشر وإيذائهم، وتسبب لهم حالة مرضية تعرف باسم داء القمقاميات. يحتل القمل العاض أنماط حياتية مختلفة في جسم عصفور الدوري. ويُسبب قمل ميناكانثوس خرقاً في أجسام هذه العصافير، حيثُ يتغذى على دمائها وريشها، بينما يتغذى قمل برويليا على الريش، أما قمل Philopterus fringillae فيعيش على فروة الرأس.

## وظائف الأعضاء

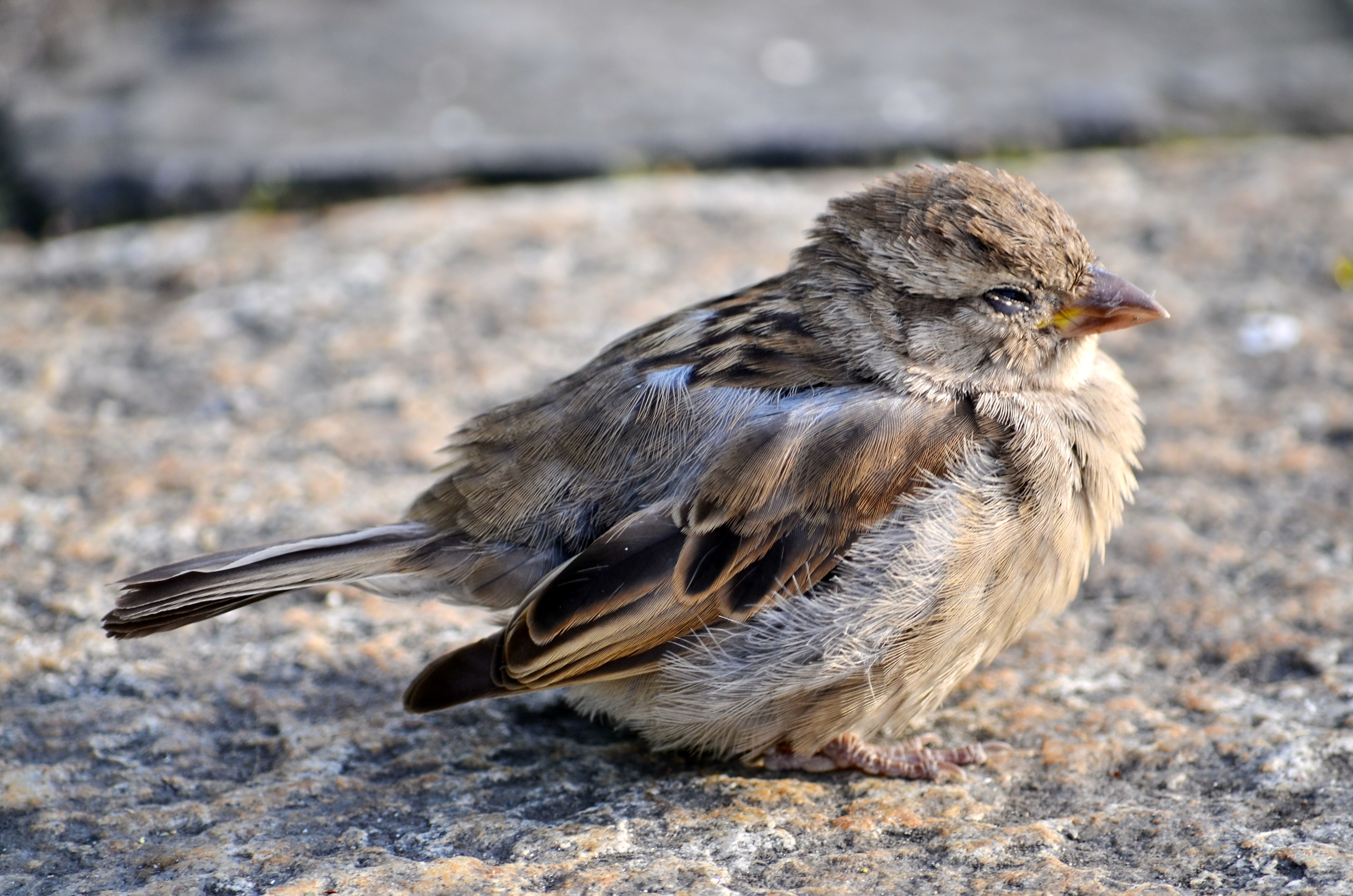
عصفور دوري يافع نائم

تؤدي عصافير الدوري نظامها اليومي في المختبر بشكل اعتيادي وفعال وقوي. والدوري هو أحد أول الأنواع التي تمت دراستها بجديّة من حيث نظامها اليومي والفترة الضوئية، وذلك بسبب وفرة أعدادها وسرعة تكيفها، بالإضافة لأنها تستطيع «إيجاد طريقها» والبقاء على نفس النظام في الظلام. وجدت الدراسات أن الغدة الصنوبرية هي المسؤولة بشكل أساسي عن النظام اليومي للعصفور، وإزالة هذه الغدة يؤدي لاختلال الإيقاع والنشاط المعتاد للعصفور. ونقل هذه الغدة من عصفور لآخر يمنح العصفور المستقبل نفس إيقاع ونشاط العصفور المانح للغدة. أما منطقة النواة فوق التصالبية الموجودة في تحت المهاد فقد ثبت أنها مسؤولة بشكل رئيسي عن الساعة البيولوجية وبالتالي تنسيق النظام اليومي لدى عصافير الدوري.
توجد المستقبلات الضوئية المسؤولة عن تزامن الساعة البيولوجية مع دورة الليل والنهار في المخ، وتُحفز هذه المستقبلات عن طريق وصول الضوء مباشرة إليها من خلال الجمجمة، تبين ذلك من خلال التجارب التي أجريت على العصافير العمياء، والتي تكون دائماً تعيش بدورة حياة مظلمة، وفشلت هذه الطيور العمياء بالإحساس بالضوء عند حقن الحبر الهندي تحت الجلد في منطقة أعلى الجمجمة. وبهذه الطريقة يمكن للعصافير العمياء الإحساس بالضوء، على سبيل المثال تبدأ الطيور العمياء بتطوير نشاطها الجنسي عند شعورها بزيادة وقت النهار، على عكس الأيام القصيرة. تكون هذه الاستجابة أعلى عند نتف ريش الرأس، وتكون الاستجابة أقل ما يمكن عند حقن الحبر الهندي تحت جلد الرأس؛ مما يدل على أن المستقبلات الضوئية المسؤولة عن الاستجابة للتقلبات الدورية خلال اليوم موجودة في الدماغ.
استخدمت عصافير الدوري في دراسات تتناول التصرف غير الضوئي (أي معرفة دورة الليل والنهار من دون الحاجة للضوء)، على سبيل المثال تستمر عصافير الدوري بدورتها المعتادة عند وضعها في ظلام دامس طول اليوم، وعندها تستطيع الطيور الاستمرار بايقاعها اليومي طوال 24 ساعة وتكرار نشاطها هذا رغم الظلام الدائم، بحيثُ تغرد عصافير الدوري ساعتين يومياً في نفس الموعد، وتم مطابقة إيقاعها في الظلام الدائم مع نفس الإيقاع في اليوم الطبيعي. كما يمكن وضع عصافير الدوري في غرفة ذات ضوء خافت وثابت دائماً دون أن تتأثر بشرط وجود الطعام اللازم لبقائها. أخيراً يمكن للعصافير التي حجزت في ظلام ثابت أن توضع في دورة تتباين فيها درجات الحرارة، بحيث يكون الفرق بين درجات الحرارة كبيراً (36 مقابل 6 °C)، وتبين أن الطيور بعضها يُظهر نشاطاً عند الحرارة العاليّة، وبعضها الآخر عند الحرارة المنخفضة.

## علاقته مع البشر
يرتبط عصفور الدوري ارتباطاً وثيقاً بالبشر. ويُعتقد أن ذلك يعود لأكثر من 10,000 عاماً خلت. عادةً، يُعتبر عصفور الدوري بمثابة آفة، وذلك لأنه يستهلك المنتجات الزراعية وينقل الأمراض للبشر وحيواناتهم الأليفة. حتى مراقبو الطيور لا يلقون له بالاً بسبب إزعاجه للطيور الأخرى. في معظم أنحاء العالم، العصفور الدوري غير محمي بموجب القانون. من المحاولات العديدة للسيطرة على عصافير الدوري استخدام المصائد وتسميم الطيور البالغة وإطلاق النار عليها؛ كما تم اللجوء إلى تدمير أعشاشها وبيوضها وسد ثقوب الأعشاش وإخافتها بالضوضاء، بشكلٍ أقل وغير مباشر. لكن، قد يكون عصفور الدوري مفيداً للبشر أيضاً، خاصةً أنه يقتات على الآفات الحشرية. مع ذلك فشلت محاولات السيطرة عليه على نطاق واسع.
استخدم العصفور الدوري كمصدر غذاء منذ فترةٍ طويلة. ففي أوروبا، ومنذ حوالي عام 1560 حتى القرن التاسع عشر على أقل تقدير، كانت تعلّق أوانٍ خزفية، عُرفت بأواني العصافير، لجذب العصافير لتعشش فيها بحيث يمكن اصطيادها بسهولة. كما استخدمت الشباك لصيد العصافير البرية بأعداد كبيرة. كانت فطيرة العصافير تعتبر طبقاً شعبياً لأنه كان يعتقد حينها أن العصافير تملك خصائص طبيعية منشطة جنسياً. كما اصطيدت العصافير لاستخدامها كغذاء للطيور الصيادة وحيوانات الحدائق. خلال عقد 1870، كان ثمة نقاشات حول أضرار العصافير في مجلس العموم في إنجلترا. في الجزء الأول من القرن العشرين، أعدمت أندية العصافير عدة ملايين من الطيور مع بيوضها في محاولة للسيطرة على أعداده هذه الآفة الملحوظة، لكن تأثير ذلك كان محلياً. استخدمت عصافير الدوري كحيوانات أليفة عدة مرات على مدار التاريخ، على الرغم من أنها لا تمتلك ريشاً جذاباً أو تغرّد تغريداً جميلاً، كما أن تربيتها ليست بالأمر السهل.

### حالة الحفظ
ينتشر عصفور الدوري بشكل كبير وأعداده كبيرة جداً، ولا يعتبر طائراً مهدداً من قبل البشر، لذا فقد تمّ تقييم حالته بأنه غير مهدد ولا يحتمل إضافته ضمن القائمة الحمراء للأنواع المهددة بالانقراض. يقدّر الاتحاد الدولي لحفظ الطبيعة أعداد عصافير الدوري حول العالم بما يقرب من 1.4 مليار عصفور، ويعتبر ثاني الطيور من حيث الوفرة بعد الصعب أحمر المنقار (على الرغم من أنه يتواجد في قارة أفريقيا فقط، على عكس الدوري). لكن، يتناقص عدد عصافير الدوري في أجزاء كثيرة من العالم، خاصةً في بلاد نشأة هذا النوع بأوراسيا. لوحظت هذه الانخفاضات لأول مرة في أمريكا الشمالية، حيث ظهرت أصلاً للمرة الأولى، لكن الانخفاض الأشد في عددها لوحظ في أوروبا الغربية. لا يُعتبر انخفاض أعداد العصافير عالمياً، حيث لم يبلغ عن انخفاضات خطيرة في أوروبا الشرقية، لكن سجلت انخفاضات في أستراليا التي أُدخل إليها الدوري.
في بريطانيا العظمى، بلغ عدد عصافير الدوري ذروته في أوائل عقد السبعينيات من القرن العشرين، لكن انخفض عددها منذ ذلك الحين بنسبة 68% بشكلٍ عام، وبنسبة حوالي 90% في جميع المناطق. تصنّف RSPB حالة عصافير الدوري في المملكة المتحدة باللون الأحمر. في لندن، اختفى عصفور الدوري من وسط المدينة تقريباً. كما انخفض عدد عصافير الدوري في هولندا إلى النصف منذ عقد الثمانينيات من القرن العشرين، لذا يعتبر العصفور الدوري من الأنواع المهددة بالانقراض في الدولة الأخيرة. أصبحت هذه الحالة موضع اهتمام بعد حادثة مقتل أنثى عصفور دوري فيما يعرف بعصفور يوم الدومينو 2005، حيث قتلتها حجارة الدومينو المرتّبة في منافسة لمحاولة تسجيل رقم قياسي عالمي. لا يُعتبر أن هذه الانخفاضات لم يسبق لها مثيل، حيث حدثت انخفاضات مماثلة في أعداد الدوري عندما حلّ محرك الاحتراق الداخلي مكان الخيول في عقد العشرينيات من القرن العشرين، وقلّ مصدر رئيسي من مصادر غذاءها وذلك بانخفاض كميات الحبوب التي كانت تنسكب من العربات التي تقطرها الأحصنة.
ثمة أسباب عديدة مقترحة لتفسير النقص الحادّ في أعداد عصافير الدوري، منها الافتراس، ولا سيما من قبل الباشق الأوراسي؛ والأشعة الكهرومغناطيسية الصادرة عن الهواتف المحمولة؛ والأمراض  مثل ملاريا الطيور. من المحتمل أن نقص مواقع التعشيش التي سببّتها التغييرات في تصميم المباني الحديثة، تسبب في إنقاص أعداد العصافير، وقد شجّعت منظمات الحفاظ على الحياة البرية استخدام صناديق خاصة لتعشيش العصافير. من الأسباب الرئيسية لانخفاض أعداد العصافير عدم كفاية إمدادات الغذاء من الحشرات. وقد انخفضت أعداد الحشرات بدورها بسبب زيادة المحاصيل الزراعية الأحادية، والاستخدام المكثّف للمبيدات، واستبدال النباتات المحلية في المدن بنباتات دخيلة وزيادة مساحات مواقف السيارات، واستخدام وقود السيارات، الذي يطلق مركّبات سامة مثل نتريت الميثيل.
حماية موائل الحشرات في المزارع، وزراعة النباتات المحلية في المدن يعود بالنفع على عصافير الدوري، إضافة لزيادة نسبة المساحات الخضراء في المناطق الحضرية. لزيادة الوعي حول التهديدات التي تتعرض لها عصافير الدوري، أقيم منذ عام 2010 يوم احتفالي اليوم العالمي لعصفور الدوري، يحتفى به في 20 آذار (مارس) من كل عام في أنحاء العالم.
على مدى السنوات الأخيرة، انخفض عدد عصافير الدوري في العديد من الدول الآسيوية، وهذا الانخفاض واضح تماماً في الهند. لتعزيز الحفاظ على هذه الطيور، أعلن العصفور الدوري عام 2012، عصفور وطني في دلهي.

### في الثقافة
بالنسبة للعديد من الناس في جميع أنحاء العالم، يُعتبر العصفور الدوري أكثر الحيوانات البرية المألوفة بسبب ارتباطه وألفته للإنسان، واستخدم للرمز إلى النساء المبتذلات أو الفاتنات. من أسباب انتشار الدروي الشائع في العديد من مناطق العالم ارتباطها بالوطن الأوروبي للعديد من المهاجرين إلى العالم الجديد وأستراليا، مما جعلهم يُحضرونها ويُطلقونها في البلاد الجديدة على أمل جعلها أشبه بوطنهم الأم. لاحقاً، وردت إشارات للعصافير في العديد من الأعمال الأدبية القديمة والنصوص الدينية في أوروبا وغرب آسيا. قد لا تشير هذه المراجع دائماً إلى العصفور الدوري على وجه الخصوص، أو حتى إلى الطيور الصغيرة التي تتغذى على البذور، لكن في وقت لاحق، كان الكتّاب الذين استلهموا من هذه النصوص يشيرون إلى الدوري تحديداً. ربط الإغريق القدماء عصافير الدوري بأفروديت، إلهة الحب، بسبب شهوة هذه العصافير المتصوَّرة، وقد استخدم هذا الارتباط أيضاً كلٌ من جيفري تشوسر ووليم شكسبير. استخدم يسوع العصافير كمثالٍ على العناية الإلهية في إنجيل متى كما ألهمت عصافير الدوري العديدين، حيث ذكرها شكسبير في هاملت وفي موسيقى الغوسبل في ترتيلة «عينه على العصفور».
| G37 |